# Llista d'episodis de Ventdelplà
La sèrie de televisió catalana Ventdelplà consta de set temporades amb un total de 365 episodis. Es va estrenar a Catalunya per TV3 el 14 de febrer de 2005 i l'últim episodi es va emetre el 17 d'octubre de 2010.

## Temporades
| Temporada | Temporada | Episodis | Estrena a Catalunya    | Final                  | Final |
| --------- | --------- | -------- | ---------------------- | ---------------------- | ----- |
|           | 1         | 44       | 14 de febrer de 2005   | 12 de juliol de 2005   |       |
|           | 2         | 89       | 19 de setembre de 2005 | 24 de juliol de 2006   |       |
|           | 3         | 50       | 5 de febrer de 2007    | 24 de juliol de 2007   |       |
|           | 4         | 32       | 17 de setembre de 2007 | 15 de gener de 2008    |       |
|           | 5         | 56       | 28 d'abril de 2008     | 23 de desembre de 2008 |       |
|           | 6         | 66       | 11 de gener de 2009    | 27 de desembre de 2009 |       |
|           | 7         | 28       | 11 de gener de 2010    | 17 d'octubre de 2010   |       |

## Primera temporada
| Episodis de la primera temporada (1 - 44) | Episodis de la primera temporada (1 - 44) | Episodis de la primera temporada (1 - 44) | Episodis de la primera temporada (1 - 44) | Episodis de la primera temporada (1 - 44)  | Episodis de la primera temporada (1 - 44) | Episodis de la primera temporada (1 - 44) |
| Núm. | #                                         |                                           | Director                                  | Guionista                                  | Data d'emissió                            |                                           |
| --- | ----------------------------------------- | ----------------------------------------- | ----------------------------------------- | ------------------------------------------ | ----------------------------------------- | ----------------------------------------- |
| 1 | 1                                         | «Episodi 1»                               | Lluís Maria Güell                         | Josep Maria Benet i Jornet                 | 14 de febrer de 2005                      |                                           |
| La Teresa Clarís és una mestressa de casa, casada amb un advocat de prestigi de Barcelona. Té dos fills, de 15 i 8 anys, i la carrera de metgessa acabada. El seu marit aviat va fer-li deixar tot per ocupar-se dels fills i sobretot d'ell. Quan vol recuperar una mica d'independència, tot es complica. Ha de fugir i refugiar-se temporalment a casa del seu oncle Gustau, a Ventdelplà. |                                           |                                           |                                           |                                            |                                           |                                           |
| 2 | 2                                         | «Episodi 2»                               | Lluís Maria Güell                         | Josep Maria Benet i Jornet & Joan Marimón  | 15 de febrer de 2005                      |                                           |
| La Teresa arriba al poble del seu oncle Gustau, però aquest, delicat de salut, ha mort d'un atac de cor mentre l'anava a buscar amb cotxe. Per tant, no hi trobarà el refugi i l'aixopluc que hi buscava. |                                           |                                           |                                           |                                            |                                           |                                           |
| 3 | 3                                         | «Episodi 3»                               | Jesús Segura                              | Josep Maria Benet i Jornet                 | 21 de febrer de 2005                      |                                           |
| La Nuri li diu a la Teresa que el Gustau li ha deixat la casa en herència. Com que no té diners per mantenir-la no veu cap altra solució que vendre la casa i potser la magnífica biblioteca del seu oncle, però aquesta decisió li comença a portar molts problemes. |                                           |                                           |                                           |                                            |                                           |                                           |
| 4 | 4                                         | «Episodi 4»                               | Jesús Segura                              | Josep Maria Benet i Jornet & Anaïs Schaaff | 22 de febrer de 2005                      |                                           |
| En Damià s'ha presentat per sorpresa a Ventdelplà i vol que se'n tornin amb ell. La gent del poble comença a criticar la Teresa perquè no cedeix la biblioteca del Gustau a l'Ajuntament i la ven a un col·leccionista. |                                           |                                           |                                           |                                            |                                           |                                           |
| 5–6 | 5–6                                       | «Episodi 5 i 6»                           | Enric Banqué                              | Josep Maria Benet i Jornet & Jordi Calafí  | 28 de febrer de 2005                      |                                           |
| Al David li ha sorgit un imprevist i no pot acompanyar la Teresa a Barcelona a recollir les seves coses. Hi anirà amb la Nuri i la Isona mentre la Mònica i el Rafa es queden fent de cangurs del Biel. |                                           |                                           |                                           |                                            |                                           |                                           |
| 7 | 7                                         | «Episodi 7»                               | Lluís Maria Güell                         | Josep Maria Benet i Jornet                 | 8 de març de 2005                         |                                           |
| La Isona i el Biel comencen a estar impacients per tornar a Barcelona. La Teresa els assegura que així que vengui la casa hi tornaran, ella també vol tornar-hi, encara que estan descobrint que, a Ventdelplà, no s'hi està tan malament. |                                           |                                           |                                           |                                            |                                           |                                           |
| 8 | 8                                         | «Episodi 8»                               | Sense determinar                          | Josep Maria Benet i Jornet                 | 9 de març de 2005                         |                                           |
| La Marga arriba a l'hospital i escridassa el David perquè no va insistir trucant-li al mòbil. El Martí ja és a quiròfan. El Miquel veu el Damià molt abatut i avisa l'Alícia perquè el vagi a veure, ell aprofita per demanar-li que vagi a Ventdelplà i convenci la Teresa que torni a casa.                                                                                                 |                                           |                                           |                                           |                                            |                                           |                                           |
| 9 | 9                                         | «Episodi 9»                               | Sense determinar                          | Josep Maria Benet i Jornet                 | 14 de març de 2005                        |                                           |
| El poble continua enfadat amb la Teresa però ella aguanta el xàfec i parla amb el Dr. Roselló, que li suggereix que munti una consulta a l'antic despatx del Gustau. Al mateix temps s'assabenta que la Nuri no té feina i li demana que torni a casa. |                                           |                                           |                                           |                                            |                                           |                                           |
| 10 | 10                                        | «Episodi 10»                              | Sense determinar                          | Josep Maria Benet i Jornet                 | 15 de març de 2005                        |                                           |
| El Fèlix no vol continuar amagant la prostituta perquè té por de ficar-se en embolics. La cosa es complica perquè la noia es posa malalta i el proxeneta els vigila. Al final hauran de demanar ajuda a la Teresa. |                                           |                                           |                                           |                                            |                                           |                                           |
| 11 | 11                                        | «Episodi 11»                              | Sense determinar                          | Josep Maria Benet i Jornet                 | 22 de març de 2005                        |                                           |
| La Nuri veu alterada la seva vida quan un cosí seu s'instal·la a casa seva durant uns dies. En Biel i la Teresa recullen un gos abandonat pel seu amo i el porten al veterinari. |                                           |                                           |                                           |                                            |                                           |                                           |
| 12 | 12                                        | «Episodi 12»                              | Sense determinar                          | Josep Maria Benet i Jornet                 | 23 de març de 2005                        |                                           |
| La Teresa creu que no pot exercir una altra vegada de metge. Li truquen per atendre un atac d'asma d'un noi i ha de demanar ajuda al Dr. Roselló. |                                           |                                           |                                           |                                            |                                           |                                           |
| 13 | 13                                        | «Episodi 13»                              | Sense determinar                          | Josep Maria Benet i Jornet                 | 28 de març de 2005                        |                                           |
| La Teresa no té feina perquè el poble desconfia de la seva capacitat de fer de metge. El Mingo té molta tos, però insisteix que el visiti el Dr. Roselló. |                                           |                                           |                                           |                                            |                                           |                                           |
| 14 | 14                                        | «Episodi 14»                              | Sense determinar                          | Josep Maria Benet i Jornet                 | 29 de març de 2005                        |                                           |
| L'Ester demana a la Nuri que calmi el Fèlix. Ella avui es dedicarà a fer trucades i a preparar coses per anar-se'n l'endemà. El Biel està a punt de xerrar al Fèlix que l'Ester és a casa seva. |                                           |                                           |                                           |                                            |                                           |                                           |
| 15 | 15                                        | «Episodi 15»                              | Sense determinar                          | Josep Maria Benet i Jornet                 | 4 d'abril de 2005                         |                                           |
| L'Alejandro, un temporer que ja va treballar pel Jaume, arriba al poble amb la seva dona embarassada. El Damià torna els nens a Ventdelplà. El Biel vol allargar la visita del pare i la Teresa té por que el Damià es vulgui guanyar els seus fills. |                                           |                                           |                                           |                                            |                                           |                                           |
| 16 | 16                                        | «Episodi 16»                              | Sense determinar                          | Josep Maria Benet i Jornet                 | 5 d'abril de 2005                         |                                           |
| La Isona ha d'ajudar la seva mare a assistir el part de la Neila perquè no tenen temps d'esperar que arribi l'ambulància. Al bar hi ha una nova distribució de feina. L'Ester ja no hi treballa perquè el Fèlix li va prometre que el portaria ell sol. La Isabel i el Dr. Roselló les passen magres per dissimular els seus sentiments.                                                      |                                           |                                           |                                           |                                            |                                           |                                           |
| 17 | 17                                        | «Episodi 17»                              | Sense determinar                          | Josep Maria Benet i Jornet                 | 11 d'abril de 2005                        |                                           |
| La Roser encarrega a la Isona i el Martí uns preparatius per la diada de portes obertes del col·legi. La Teresa castiga el Biel perquè descobreix que s'endarrereix a l'escola. La situació entre mare i fill es complica més quan apareix l'Alícia per sorpresa i atia el desig del nen de baixar a Barcelona a veure el seu pare.                                                           |                                           |                                           |                                           |                                            |                                           |                                           |
| 18 | 18                                        | «Episodi 18»                              | Sense determinar                          | Josep Maria Benet i Jornet                 | 12 d'abril de 2005                        |                                           |
| En Biel se'n va de casa. Quan s'adonen de la desaparició del nen comencen a buscar-lo per tot arreu. Tothom es mobilitza. El Josep Monràs i la Mònica van al bar a coordinar una batuda i trobar el nen abans que es faci fosc. |                                           |                                           |                                           |                                            |                                           |                                           |
| 19 | 19                                        | «Episodi 19»                              | Sense determinar                          | Josep Maria Benet i Jornet                 | 18 d'abril de 2005                        |                                           |
| La Teresa i el Julià escolten una conversa de dos suïcides per mitjà de l'intèrfon que l'Alejandro i la Neila han deixat, al Julià, mentre els fa de cangur a la Clàudia. No reconeixen les veus però dedueixen que almenys un d'ells és de Ventdelplà i es posen a investigar, però arriben a una conclusió equivocada.                                                                      |                                           |                                           |                                           |                                            |                                           |                                           |
| 20 | 20                                        | «Episodi 20»                              | Sense determinar                          | Josep Maria Benet i Jornet                 | 19 d'abril de 2005                        |                                           |
| L'Alfons intenta calmar l'angoixa de la Teresa per la seva presència i li explica la seva història. Encara desconcertada li demana que es quedi a dormir, demà el trasbals el tindrà tot el poble, especialment la Nuri i els amics del Gustau. |                                           |                                           |                                           |                                            |                                           |                                           |
| 21 | 21                                        | «Episodi 21»                              | Sense determinar                          | Josep Maria Benet i Jornet                 | 25 d'abril de 2005                        |                                           |
| La Isabel i el Dr. Rosselló continuen sense manifestar, en públic, la seva relació. El que no saben és que la Conxita els ha vist quan es troben per anar a sopar. |                                           |                                           |                                           |                                            |                                           |                                           |
| 22 | 22                                        | «Episodi 22»                              | Sense determinar                          | Josep Maria Benet i Jornet                 | 26 d'abril de 2005                        |                                           |
| El Rafa i el Quim ultimen els preparatius abans que comenci la festa del casament. El Josep Monràs, en un altre intent d'allunyar la Mònica del Rafa, li proposa una estada de tres mesos a Londres a l'estiu. |                                           |                                           |                                           |                                            |                                           |                                           |
| 23 | 23                                        | «Episodi 23»                              | Sense determinar                          | Josep Maria Benet i Jornet                 | 2 de maig de 2005                         |                                           |
| En Josep Monràs rep una trucada de la granja perquè el sedàs de depuradora ha deixat de filtrar. Cinc persones del poble presenten símptomes de contaminació per vessament de purins. L'alarma s'escampa per tot el poble. |                                           |                                           |                                           |                                            |                                           |                                           |
| 24 | 24                                        | «Episodi 24»                              | Sense determinar                          | Josep Maria Benet i Jornet                 | 3 de maig de 2005                         |                                           |
| El Paco intenta convèncer la resta d'afectats per la intoxicació que se sumin a la seva denúncia contra en Monràs. El Rafa no pot evitar que la Mònica escolti greus acusacions contra el seu pare. El David accepta ser l'advocat del Josep en el cas del vessament. |                                           |                                           |                                           |                                            |                                           |                                           |
| 25 | 25                                        | «Episodi 25»                              | Sense determinar                          | Josep Maria Benet i Jornet                 | 9 de maig de 2005                         |                                           |
| Ja està fixada la data per vendre la casa. La Teresa ha trobat pis a Barcelona i diu al Biel i la Isona que l'endemà se n'aniran a Barcelona. L'Esther i la Roser, amb la complicitat de la Nuri, organitzen una festa sorpresa per a la Teresa. |                                           |                                           |                                           |                                            |                                           |                                           |
| 26 | 26                                        | «Episodi 26»                              | Sense determinar                          | Josep Maria Benet i Jornet                 | 10 de maig de 2005                        |                                           |
| La Marga no té cap altre remei que confessar a David que es va deixar de prendre la medicació del lupus quan la troba cargolada de dolor, a terra, i truca al metge d'urgències. Per no pensar en la malaltia, es posa a treballar com una boja. |                                           |                                           |                                           |                                            |                                           |                                           |
| 27 | 27                                        | «Episodi 27»                              | Sense determinar                          | Josep Maria Benet i Jornet                 | 16 de maig de 2005                        |                                           |
| Un representant de la fiscalia de Medi ambient visita Ventdelplà pel cas dels purins. En David comença a dubtar de la innocència d'en Josep Monràs quan aquest li diu que accepti pagar les indemnitzacions i el Damià està desesperat perquè veu que pot perdre el cas. |                                           |                                           |                                           |                                            |                                           |                                           |
| 28 | 28                                        | «Episodi 28»                              | Sense determinar                          | Josep Maria Benet i Jornet                 | 17 de maig de 2005                        |                                           |
| La Isona i en Biel estan contents de tenir el seu pare al poble. El Damià s'ha guanyat el respecte de tothom, però ha de saber si hi ha alguna possibilitat que la Teresa torni amb ell. El David es penedeix d'haver defensat en Monràs i ha de donar la raó al Julià. |                                           |                                           |                                           |                                            |                                           |                                           |
| 29 | 29                                        | «Episodi 29»                              | Sense determinar                          | Josep Maria Benet i Jornet                 | 23 de maig de 2005                        |                                           |
| La Teresa manifesta a la Nuri la seva inquietud per la reacció del Damià quan ell, finalment, entén que l'ha perdut per sempre i l'amenaça de prendre-li la custòdia dels fills. La Teresa no vol quedar-se sola a casa. Un home, que ella creu que és el Damià, ronda pel poble i està aterrida.                                                                                             |                                           |                                           |                                           |                                            |                                           |                                           |
| 30 | 30                                        | «Episodi 30»                              | Sense determinar                          | Josep Maria Benet i Jornet                 | 24 de maig de 2005                        |                                           |
| El Damià rep una citació per declarar sobre la denúncia d'assetjament que ha posat la Teresa. La Marga arriba a casa de la Teresa per ensenyar-li la foto de la portada del llibre del Gustau, però la Nuri n'hi suggereix una altra. |                                           |                                           |                                           |                                            |                                           |                                           |
| 31 | 31                                        | «Episodi 31»                              | Sense determinar                          | Josep Maria Benet i Jornet                 | 30 de maig de 2005                        |                                           |
| Damià mira de treure profit de l'acusació d'assetjament de la Teresa inflant-li el cap a la Isona i fent-la dubtar sobre la salut mental de la seva mare. L'Alfons sospita que la Nuri estava enamorada del Gustau i mira d'indagar sobre la seva relació passada. |                                           |                                           |                                           |                                            |                                           |                                           |
| 32 | 32                                        | «Episodi 32»                              | Sense determinar                          | Josep Maria Benet i Jornet                 | 31 de maig de 2005                        |                                           |
| La Roser demana al Fèlix que acullin un nen ucraïnès. L'Ester s'assabenta per tercers que tindran un nen en acollida i tenen una forta discussió. Mentre ultima detalls de la presentació del llibre del Gustau, la Marga té una crisi. |                                           |                                           |                                           |                                            |                                           |                                           |
| 33 | 33                                        | «Episodi 33»                              | Sense determinar                          | Josep Maria Benet i Jornet                 | 6 de juny de 2005                         |                                           |
| El Fèlix i l'Ester coneixen en Vània. El coordinador els adverteix que els primers dies solen estar desconcertats. Quan la Roser el presenta a la classe, l'únic nen que no reacciona bé és el Hassan. Al bar tot va bé, fins que s'hi presenta una dona que vol veure, encara que sigui un moment, el Vània.                                                                                 |                                           |                                           |                                           |                                            |                                           |                                           |
| 34 | 34                                        | «Episodi 34»                              | Sense determinar                          | Josep Maria Benet i Jornet                 | 7 de juny de 2005                         |                                           |
| La Marga, cansada i de mal humor, provoca una forta discussió familiar per una bestiesa. El David està preocupat per la reacció de la seva dona i per com pot afectar el Martí. El Julià cada cop està més enamorat de la Teresa. |                                           |                                           |                                           |                                            |                                           |                                           |
| 35 | 35                                        | «Episodi 35»                              | Sense determinar                          | Josep Maria Benet i Jornet                 | 13 de juny de 2005                        |                                           |
| La Marga se sent esgotada. Per animar-la, el David, que veu que s'està deixant, la convida a una estrena de teatre a Barcelona, però a ella no li ve de gust anar-hi. |                                           |                                           |                                           |                                            |                                           |                                           |
| 36 | 36                                        | «Episodi 36»                              | Sense determinar                          | Josep Maria Benet i Jornet                 | 14 de juny de 2005                        |                                           |
| La Teresa i el Jaume no es posen d'acord sobre qui ha d'amagar la Svetlana i decideixen demanar consell al David. El Manel s'ofereix per acollir-la a cal Brinco, perquè vol ajudar el seu pare. |                                           |                                           |                                           |                                            |                                           |                                           |
| 37 | 37                                        | «Episodi 37»                              | Sense determinar                          | Josep Maria Benet i Jornet                 | 20 de juny de 2005                        |                                           |
| L'Svetlana no veu cap més sortida que anar a Barcelona i continuar exercint la prostitució. El Jaume no sap què fer per aturar-la i la Isabel dona veus per trobar-li una feina, però, per a una noia com ella desfer-se del passat no és gens fàcil. |                                           |                                           |                                           |                                            |                                           |                                           |
| 38 | 38                                        | «Episodi 38»                              | Sense determinar                          | Josep Maria Benet i Jornet                 | 21 de juny de 2005                        |                                           |
| La Isona passa el dia a Barcelona amb el seu pare. El Damià es fa l'amic i consent massa la seva filla. El Miquel aprofita un descuit de la Isona i li agafa les claus de la casa de Ventdelplà. |                                           |                                           |                                           |                                            |                                           |                                           |
| 39 | 39                                        | «Episodi 39»                              | Sense determinar                          | Josep Maria Benet i Jornet                 | 27 de juny de 2005                        |                                           |
| Un amic de joventut d'en Josep Monràs es presenta per sorpresa i li proposa muntar un negoci. És l'Ernest, un antic nòvio de la Carme. Ara, després de 27 anys, sospita que el Josep té alguna cosa a veure amb la situació en què es troba el seu vell amic. |                                           |                                           |                                           |                                            |                                           |                                           |
| 40 | 40                                        | «Episodi 40»                              | Sense determinar                          | Josep Maria Benet i Jornet                 | 28 de juny de 2005                        |                                           |
| L'Alícia trenca la seva relació amb el Damià i ensenya al Miquel la gravació dels maltractaments. La Joana explica a la Mònica que ha començat a sortir amb en Pau i la Carme explica a la seva filla que les coses amb el seu pare no van bé. |                                           |                                           |                                           |                                            |                                           |                                           |
| 41 | 41                                        | «Episodi 41»                              | Sense determinar                          | Josep Maria Benet i Jornet                 | 4 de juliol de 2005                       |                                           |
| Els pares arriben al lloc de l'accident, on la situació és molt confusa i tensa. Els Mossos d'Esquadra els informen de qui anava en el cotxe accidentat. La Carme veu, de lluny, la noia ferida tapada amb una manta isotèrmica i sent com el cor se li paralitza. |                                           |                                           |                                           |                                            |                                           |                                           |
| 42 | 42                                        | «Episodi 42»                              | Sense determinar                          | Josep Maria Benet i Jornet                 | 5 de juliol de 2005                       |                                           |
| La Teresa diu al David que no faci testificar el Biel perquè creu que patirà massa. L'Alícia es presenta a Ventdelplà amb la cinta on hi ha gravat el moment en què el Damià la va maltractar. El judici queda vist per a sentència. |                                           |                                           |                                           |                                            |                                           |                                           |
| 43 | 43                                        | «Episodi 43»                              | Sense determinar                          | Josep Maria Benet i Jornet                 | 11 de juliol de 2005                      |                                           |
| Després del judici, la Teresa, li assegura, al seu ex, que no impedirà que mantingui una bona relació amb els seus fills. La Nuri, tot i que creu que mai podrà iniciar una relació amb un home, accepta sopar amb l'Alfons. |                                           |                                           |                                           |                                            |                                           |                                           |
| 44 | 44                                        | «Episodi 44»                              | Sense determinar                          | Josep Maria Benet i Jornet                 | 12 de juliol de 2005                      |                                           |
| La Marga està decidida a deixar al David i demana el seu historial mèdic a la Teresa perquè se'n anirà de Ventdelplà. El Josep Monràs, finalment, es commou sentint com el Rafa li parla a la seva filla. |                                           |                                           |                                           |                                            |                                           |                                           |

## Segona temporada
| Episodis de la segona temporada (45 - 133) | Episodis de la segona temporada (45 - 133) | Episodis de la segona temporada (45 - 133) | Episodis de la segona temporada (45 - 133) | Episodis de la segona temporada (45 - 133) | Episodis de la segona temporada (45 - 133) | Episodis de la segona temporada (45 - 133) |
| Núm. | #                                          |                                            | Director                                   | Guionista                                  | Data d'emissió                             |                                            |
| --- | ------------------------------------------ | ------------------------------------------ | ------------------------------------------ | ------------------------------------------ | ------------------------------------------ | ------------------------------------------ |
| 45 | 1                                          | «Episodi 45»                               | Xavier Borrell                             | Josep Maria Benet i Jornet & Laia Aguilar  | 19 de setembre de 2005                     |                                            |
| El Biel troba a faltar el seu pare. En Damià, tot i ser conscient que en la seva situació ha de fer bondat, continua marejant la Teresa. |                                            |                                            |                                            |                                            |                                            |                                            |
| 46 | 2                                          | «Episodi 46»                               | Sense determinar                           | Josep Maria Benet i Jornet                 | 20 de setembre de 2005                     |                                            |
| La Teresa rep la trucada del Damià, que proposa dur la Isona i el Biel a un concert, però la Isona troba la citació contra el Damià per intent d'homicidi i s'adona que la seva mare els ha amagat aquest acte miserable del seu pare.                                                                            |                                            |                                            |                                            |                                            |                                            |                                            |
| 47–48 | 3–4                                        | «Episodi 47 i 48»                          | Enric Banqué                               | Josep Maria Benet i Jornet & Jaume Cabré   | 27 de setembre de 2005                     |                                            |
| El Jaume li demana al Benet que no digui res de la peça antiga que han trobat. No vol que un tros d'antigalla esguerri el negoci de la casa rural, però el Benet ho explica a la Roser, i ella al Julià. La Teresa sap que la Isona va trobar la denúncia contra el Damià.                                        |                                            |                                            |                                            |                                            |                                            |                                            |
| 49 | 5                                          | «Episodi 49»                               | Sense determinar                           | Josep Maria Benet i Jornet                 | 3 d'octubre de 2005                        |                                            |
| El Miquel es presenta a Ventdelplà per explicar a la Teresa que el Biel està bé i demanar-li perdó per tot el que li va fer, conscient que una cosa així no es pot perdonar fàcilment. |                                            |                                            |                                            |                                            |                                            |                                            |
| 50 | 6                                          | «Episodi 50»                               | Sense determinar                           | Josep Maria Benet i Jornet                 | 4 d'octubre de 2005                        |                                            |
| Al súper i al Tramuntana es parla dels gitanos i se'ls relaciona amb els robatoris que s'estan produint a la zona. El Biel es rebota contra qualsevol intent d'apropament del David. |                                            |                                            |                                            |                                            |                                            |                                            |
| 51 | 7                                          | «Episodi 51»                               | Sense determinar                           | Josep Maria Benet i Jornet                 | 10 d'octubre de 2005                       |                                            |
| La Teresa i el David acaben dinant sols, perquè el Martí i la Isona s'inventen excuses, poc convincents, per no trobar-se. Aprofitant la distància entre ells, la Sara demana "permís" a la Isona per lligar-se el Martí.                                                                                         |                                            |                                            |                                            |                                            |                                            |                                            |
| 52 | 8                                          | «Episodi 52»                               | Sense determinar                           | Josep Maria Benet i Jornet                 | 11 d'octubre de 2005                       |                                            |
| La Nuri i l'Alfons expliquen el seu superviatge a la família. Sembla que tot ha anat bé, però la Nuri, que ha estat pensativa tot el sopar, esclata amb la Teresa, quan es queden soles. |                                            |                                            |                                            |                                            |                                            |                                            |
| 53 | 9                                          | «Episodi 53»                               | Sense determinar                           | Josep Maria Benet i Jornet                 | 17 d'octubre de 2005                       |                                            |
| El Biel es manté en la seva actitud mal educada. Està girat amb la seva mare, ignora el David i prova de fer xantatge emocional a la Nuri, però ella aguanta. Els Monràs anuncien a la seva filla que els de la Guttmann la deixen anar a passar el cap de setmana a casa.                                        |                                            |                                            |                                            |                                            |                                            |                                            |
| 54 | 10                                         | «Episodi 54»                               | Sense determinar                           | Josep Maria Benet i Jornet                 | 18 d'octubre de 2005                       |                                            |
| El Martí s'ho fa venir bé per quedar-se sol amb la Sara. El David es pensa que ha quedat amb la Isona. La Teresa també creu que els seus fills estan enamorats i surten junts. |                                            |                                            |                                            |                                            |                                            |                                            |
| 55 | 11                                         | «Episodi 55»                               | Sense determinar                           | Josep Maria Benet i Jornet                 | 24 d'octubre de 2005                       |                                            |
| La Mònica referma la seva postura. Vol abandonar. El Lari ha de trobar la manera de fer-la reaccionar i truca a la Carme. Per no fer més mal a la seva mare, es resigna i cedeix, però mentre passa el cap de setmana a casa del seu pare, la Mònica cau a la piscina.                                            |                                            |                                            |                                            |                                            |                                            |                                            |
| 56 | 12                                         | «Episodi 56»                               | Sense determinar                           | Josep Maria Benet i Jornet                 | 25 d'octubre de 2005                       |                                            |
| Els companys del Ramiro el convencen perquè parli en nom d'ells davant de la patronal, però la Marcela li demana que no es fiqui en merders. Josep Monràs culpa el Lari del que li ha passat a la Mònica. |                                            |                                            |                                            |                                            |                                            |                                            |
| 57 | 13                                         | «Episodi 57»                               | Sense determinar                           | Josep Maria Benet i Jornet                 | 31 d'octubre de 2005                       |                                            |
| El Julià, amb molt de tacte, insinua que la Mònica no va caure a la piscina. El Monràs queda fotut per la idea de l'intent de suïcidi de la seva filla. El Rafa se l'endú a passar el cap de setmana a una casa rural per poder tenir més intimitat.                                                              |                                            |                                            |                                            |                                            |                                            |                                            |
| 58 | 14                                         | «Episodi 58»                               | Sense determinar                           | Josep Maria Benet i Jornet                 | 1 de novembre de 2005                      |                                            |
| La Teresa no pot valorar la gravetat de la lesió de l'ull del Biel i decideix dur-lo a urgències. El Damià s'assabenta pel seu fill com va anar l'accident. El David es discuteix amb la Teresa perquè ha donat permís al seu ex per visitar al Biel.                                                             |                                            |                                            |                                            |                                            |                                            |                                            |
| 59 | 15                                         | «Episodi 59»                               | Sense determinar                           | Josep Maria Benet i Jornet                 | 7 de novembre de 2005                      |                                            |
| El Julià, amb molt de tacte, insinua que la Mònica no va caure a la piscina. El Monràs queda fotut per la idea de l'intent de suïcidi de la seva filla. El Rafa se l'endú a passar el cap de setmana a una casa rural per poder tenir més intimitat, però es discuteixen i la Mònica vol tornar a la Guttmann.    |                                            |                                            |                                            |                                            |                                            |                                            |
| 60 | 16                                         | «Episodi 60»                               | Sense determinar                           | Josep Maria Benet i Jornet                 | 8 de novembre de 2005                      |                                            |
| La Teresa no pot valorar la gravetat de la lesió de l'ull del Biel i decideix dur-lo a urgències. El Damià s'assabenta pel seu fill com va anar l'accident. El David es discuteix amb la Teresa perquè ha donat permís al seu ex per visitar al Biel.                                                             |                                            |                                            |                                            |                                            |                                            |                                            |
| 61 | 17                                         | «Episodi 61»                               | Sense determinar                           | Josep Maria Benet i Jornet                 | 14 de novembre de 2005                     |                                            |
| El Benet se sent entre l'espasa i la paret. Encara ha de fer un últim encàrrec per la banda de lladres, però, si la Roser descobreix qui és en realitat, la perdrà per sempre. El Miki el força perquè col·labori directament en el robatori a l'ajuntament.                                                      |                                            |                                            |                                            |                                            |                                            |                                            |
| 62 | 18                                         | «Episodi 62»                               | Sense determinar                           | Josep Maria Benet i Jornet                 | 14 de novembre de 2005                     |                                            |
| El David i la Teresa discuteixen per l'entrada d'en Julià a l'ajuntament. En Fèlix es veu desbordat quan en Míliu deixa el treball al bar. |                                            |                                            |                                            |                                            |                                            |                                            |
| 63 | 19                                         | «Episodi 63»                               | Sense determinar                           | Josep Maria Benet i Jornet                 | 21 de novembre de 2005                     |                                            |
| El Ramiro no discuteix la decisió d'en Rafa de deixar els estudis, i explica al Fèlix que a la fàbrica li fan "mobbing". Malgrat tot, ell pensa seguir batallant contra el pla de prejubilació. |                                            |                                            |                                            |                                            |                                            |                                            |
| 64 | 20                                         | «Episodi 64»                               | Sense determinar                           | Josep Maria Benet i Jornet                 | 22 de novembre de 2005                     |                                            |
| El Ramiro oculta a la seva família que ha perdut la feina i fa veure que se'n va a treballar. La Marcela s'adona del que fa el seu marit, però no diu res a ningú, esperant que sigui ell qui li confessi. |                                            |                                            |                                            |                                            |                                            |                                            |
| 65–66 | 21–22                                      | «Episodi 65 i 66»                          | Sense determinar                           | Josep Maria Benet i Jornet                 | 28 de novembre de 2005                     |                                            |
| L'Ester li comenta al Fèlix que té un retard a la regla i ell dona per fet que ja està embarassada. Tot i que l'Esther li adverteix que cal guardar el secret, el Fèlix l'hi explica al Paco, que ho esbomba pel poble.                                                                                           |                                            |                                            |                                            |                                            |                                            |                                            |
| 67 | 23                                         | «Episodi 67»                               | Sense determinar                           | Josep Maria Benet i Jornet                 | 5 de desembre de 2005                      |                                            |
| La Teresa i l'Hèctor reconeixen que el fet d'estar junts els ha afectat. Se senten estranys. El neguit d'ella augmenta quan s'adona que l'Hèctor s'ha deixat el rellotge. La Teresa s'estima en David i mirarà de sincerar-se.                                                                                    |                                            |                                            |                                            |                                            |                                            |                                            |
| 68 | 24                                         | «Episodi 68»                               | Sense determinar                           | Josep Maria Benet i Jornet                 | 6 de desembre de 2005                      |                                            |
| La Teresa, desconcertada a causa del distanciament amb en David, truca a l'Hèctor per quedar, però ell és a Sevilla. La Mònica s'acomiada definitivament d'en Lari i l'Enric, i mentre recull els guants de l'habitació, rememora el seu pas per l'Institut.                                                      |                                            |                                            |                                            |                                            |                                            |                                            |
| 69 | 25                                         | «Episodi 69»                               | Sense determinar                           | Josep Maria Benet i Jornet                 | 12 de desembre de 2005                     |                                            |
| La Teresa, turmentada pel seu secret, li acaba confessant al David la història que té amb l'Hèctor. El David no ho pot encaixar. La Isona i el Martí se senten culpables: creuen que són la causa del distanciament dels seus pares.                                                                              |                                            |                                            |                                            |                                            |                                            |                                            |
| 70 | 26                                         | «Episodi 70»                               | Sense determinar                           | Josep Maria Benet i Jornet                 | 13 de desembre de 2005                     |                                            |
| El Narváez truca, enfurismat, al Damià perquè aquest l'ha denunciat. El Ramiro decideix anar al Servei Català de Col·locació i li assegura a la Marcela que aviat tindrà feina. |                                            |                                            |                                            |                                            |                                            |                                            |
| 71 | 27                                         | «Episodi 71»                               | Sense determinar                           | Josep Maria Benet i Jornet                 | 19 de desembre de 2005                     |                                            |
| El David i el Biel són conduïts al soterrani fosc d'un xalet. La Teresa s'assabenta del segrest del seu fill i del David. Espantada, truca al Damià, que va cap a Ventdelplà a correcuita. El Narváez pretén que el Damià aplegui un rescat astronòmic en molt poc temps.                                         |                                            |                                            |                                            |                                            |                                            |                                            |
| 72 | 28                                         | «Episodi 72»                               | Sense determinar                           | Josep Maria Benet i Jornet                 | 20 de desembre de 2005                     |                                            |
| L'Alfons ha estat capaç d'aplegar el mig milió d'euros del rescat. Tal com estava previst, el Narváez es posa en contacte amb el Damià per fixar el lloc de l'intercanvi. La Teresa, però, insisteix a acompanyar-lo. L'estat actual de coses no deixa al David cap esperança.                                    |                                            |                                            |                                            |                                            |                                            |                                            |
| 73 | 29                                         | «Episodi 73»                               | Sense determinar                           | Josep Maria Benet i Jornet                 | 26 de desembre de 2005                     |                                            |
| El David ingressa a l'hospital en estat greu i es conduït directament al quiròfan. Els pronòstics no són bons: la bala es troba a l'estómac. La Teresa i el Jaume passen la nit a l'hospital, esperant notícies més bones.                                                                                        |                                            |                                            |                                            |                                            |                                            |                                            |
| 74 | 30                                         | «Episodi 74»                               | Sense determinar                           | Josep Maria Benet i Jornet                 | 27 de desembre de 2005                     |                                            |
| La notícia de la mort del Fèlix sacseja tot el poble, que encara no s'ha refet de l'ensurt del segrest. L'Ester, que a poc a poc va prenent consciència de la situació, pensa en el seu embaràs: no sap què fer.                                                                                                  |                                            |                                            |                                            |                                            |                                            |                                            |
| 75 | 31                                         | «Episodi 75»                               | Sense determinar                           | Josep Maria Benet i Jornet                 | 2 de gener de 2006                         |                                            |
| L'Ester té clar que vol tirar endavant l'embaràs. Mentre s'acomiaden de les cendres del Fèlix, l'Ester li proposa al Rafa que porti el Tramuntana, però ell continua oblidant les penes amb les drogues. |                                            |                                            |                                            |                                            |                                            |                                            |
| 76 | 32                                         | «Episodi 76»                               | Sense determinar                           | Josep Maria Benet i Jornet                 | 3 de gener de 2006                         |                                            |
| El David té febre i la Teresa decideix emportar-se'l a casa seva, on podrà vigilar millor com evoluciona. El Biel està molt content, però no entén per què la seva mare i el David no dormen junts. |                                            |                                            |                                            |                                            |                                            |                                            |
| 77 | 33                                         | «Episodi 77»                               | Sense determinar                           | Josep Maria Benet i Jornet                 | 9 de gener de 2006                         |                                            |
| La ferida del David ja està tancada i allargar la seva estada a casa de la Teresa no tindria sentit, ara que no són parella. La Isona i el Martí s'han d'anar fent a la idea que cal tornar a viure separats. |                                            |                                            |                                            |                                            |                                            |                                            |
| 78 | 34                                         | «Episodi 78»                               | Sense determinar                           | Josep Maria Benet i Jornet                 | 10 de gener de 2006                        |                                            |
| La ràpida decisió de la Teresa i el David de viure junts és rebuda amb alegria per la resta de la família. Però el Martí no té gaire clar que vulgui abandonar casa seva. |                                            |                                            |                                            |                                            |                                            |                                            |
| 79 | 35                                         | «Episodi 79»                               | Sense determinar                           | Josep Maria Benet i Jornet                 | 16 de gener de 2006                        |                                            |
| La insistència del Biel pel que fa als sorolls de la casa preocupen molt la Teresa: si no és el nen que s'ho imagina, d'on venen, aleshores, els suposats sorolls? |                                            |                                            |                                            |                                            |                                            |                                            |
| 80 | 36                                         | «Episodi 80»                               | Sense determinar                           | Josep Maria Benet i Jornet                 | 17 de gener de 2006                        |                                            |
| El David i els nens fan una troballa sorprenent quan esbrinen què hi ha darrere de la paret, i el Jaume, tot i que dissimula, sembla que en sap alguna cosa. |                                            |                                            |                                            |                                            |                                            |                                            |
| 81 | 37                                         | «Episodi 81»                               | Sense determinar                           | Josep Maria Benet i Jornet                 | 23 de gener de 2006                        |                                            |
| La decisió que va prendre el Martí de quedar-se a casa li passa factura. No ho diu, però es troba sol. L'Ester s'oblida que havia quedat amb la Mònica i la noia es queda sense poder anar a la universitat. |                                            |                                            |                                            |                                            |                                            |                                            |
| 82 | 38                                         | «Episodi 82»                               | Sense determinar                           | Josep Maria Benet i Jornet                 | 24 de gener de 2006                        |                                            |
| La Teresa parla amb el David i la Nuri del que li han explicat a l'associació antisectes: sembla que el més adequat és utilitzar els sentiments de la Roser, ja que els arguments no tenen gaire efecte. |                                            |                                            |                                            |                                            |                                            |                                            |
| 83 | 39                                         | «Episodi 83»                               | Sense determinar                           | Josep Maria Benet i Jornet                 | 30 de gener de 2006                        |                                            |
| El Rafa es fica en un bon embolic quan, durant una carrera amb el taxi, un mosso l'atura i s'adona que el client que porta és mort. |                                            |                                            |                                            |                                            |                                            |                                            |
| 84 | 40                                         | «Episodi 84»                               | Sense determinar                           | Josep Maria Benet i Jornet                 | 31 de gener de 2006                        |                                            |
| Avui s'ha de celebrar el ple de l'Ajuntament que ha d'aprovar el projecte del golf, però el Julià té por que les coses no vagin com ell espera. |                                            |                                            |                                            |                                            |                                            |                                            |
| 85 | 41                                         | «Episodi 85»                               | Sense determinar                           | Josep Maria Benet i Jornet                 | 6 de febrer de 2006                        |                                            |
| El Benet truca a la Teresa, pretén anar a Ventdelplà i parlar de com ajudar la Roser. El David, però, vol assegurar-se que el Benet no ha fugit de la presó. |                                            |                                            |                                            |                                            |                                            |                                            |
| 86 | 42                                         | «Episodi 86»                               | Sense determinar                           | Josep Maria Benet i Jornet                 | 7 de febrer de 2006                        |                                            |
| El Julià presenta un nou pla retallat del golf al Vilarroya, que el rebutja dràsticament. Conscient del mal que pot fer el Julià, el Vilarroya demana al Monràs que el compri. |                                            |                                            |                                            |                                            |                                            |                                            |
| 87 | 43                                         | «Episodi 87»                               | Sense determinar                           | Josep Maria Benet i Jornet                 | 13 de febrer de 2006                       |                                            |
| L'Ester i la Teresa es proposen entrar amb el Benet al centre del Raül i endur-se la Roser encara que sigui per la força. El David creu que no és bona idea. |                                            |                                            |                                            |                                            |                                            |                                            |
| 88 | 44                                         | «Episodi 88»                               | Sense determinar                           | Josep Maria Benet i Jornet                 | 14 de febrer de 2006                       |                                            |
| La Nuri, la Teresa i l'Ester retreuen al Benet que hagi donat cloroform a la Roser. En plena discussió, arriba el David, que s'adona que l'han deixat al marge de tot l'assumpte. |                                            |                                            |                                            |                                            |                                            |                                            |
| 89 | 45                                         | «Episodi 89»                               | Sense determinar                           | Josep Maria Benet i Jornet                 | 20 de febrer de 2006                       |                                            |
| L'Ester truca al Julià i li diu que el Novella és el piròman. En Damià, en representació de la promotora, denuncia el Julià per difamació. |                                            |                                            |                                            |                                            |                                            |                                            |
| 90 | 46                                         | «Episodi 90»                               | Sense determinar                           | Josep Maria Benet i Jornet                 | 21 de febrer de 2006                       |                                            |
| L'Ester truca al Julià i li diu que el Novella és el piròman. En Damià, en representació de la promotora, denuncia el Julià per difamació. |                                            |                                            |                                            |                                            |                                            |                                            |
| 91 | 47                                         | «Episodi 91»                               | Sense determinar                           | Josep Maria Benet i Jornet                 | 27 de febrer de 2006                       |                                            |
| Quan en Damià truca a en Biel perquè vagi a Barcelona a veure'l, el nen respon que no pot perquè ha de fer molts deures. La Roser arriba de la Vall d'Aran, i la Teresa i l'Ester temen com les rebrà. En Benet també vol veure-la.                                                                               |                                            |                                            |                                            |                                            |                                            |                                            |
| 92 | 48                                         | «Episodi 92»                               | Sense determinar                           | Josep Maria Benet i Jornet                 | 28 de febrer de 2006                       |                                            |
| La Nuri truca a la Roser, que li diu que passarà la nit al centre amb en Raül. Les amigues de la Roser estan preocupades: no només poden tornar a captar-la, sinó que, a més, la Roser podria denunciar-les pel segrest.                                                                                          |                                            |                                            |                                            |                                            |                                            |                                            |
| 93 | 49                                         | «Episodi 93»                               | Sense determinar                           | Josep Maria Benet i Jornet                 | 6 de març de 2006                          |                                            |
| La Teresa posa David al corrent de l'incident entre Biel i el seu pare, la parella decideix fer efectiva l'ordre d'allunyament contra el Damià. Aquest, a més, té altres problemes quan s'adona que Narváez encara li segueix la pista.                                                                           |                                            |                                            |                                            |                                            |                                            |                                            |
| 94 | 50                                         | «Episodi 94»                               | Sense determinar                           | Josep Maria Benet i Jornet                 | 7 de març de 2006                          |                                            |
| Els Mossos no volen que el Damià surti de la ciutat, ja que com menys moviments faci més el podran protegir del Narváez. Ell, en canvi, té la intenció d'esfumar-se, no sense veure abans els seus fills. |                                            |                                            |                                            |                                            |                                            |                                            |
| 95 | 51                                         | «Episodi 95»                               | Sense determinar                           | Josep Maria Benet i Jornet                 | 13 de març de 2006                         |                                            |
| L'Adell comunica al David i a la Teresa que no saben on és el Damià. La parella queda molt preocupada per la notícia, ja que si el Narváez vol fer xantatge al Damià, segur que recorrerà als seus fills. |                                            |                                            |                                            |                                            |                                            |                                            |
| 96 | 52                                         | «Episodi 96»                               | Sense determinar                           | Josep Maria Benet i Jornet                 | 14 de març de 2006                         |                                            |
| El Rafa està capficat per la notícia de l'embaràs de la Vero. La parella pren la decisió d'anar a viure junts. El Julià oficiarà el casament de la Nuri i l'Alfons. |                                            |                                            |                                            |                                            |                                            |                                            |
| 97 | 53                                         | «Episodi 97»                               | Sense determinar                           | Josep Maria Benet i Jornet                 | 20 de març de 2006                         |                                            |
| La Isona i en Martí es troben amb la Sara, l'exnòvia d'en Martí, que fa fúting. Mentre corre, la Sara es desmaia, però en lloc d'anar a la consulta de la Teresa prefereix seguir amb els exercicis que s'havia marcat.                                                                                           |                                            |                                            |                                            |                                            |                                            |                                            |
| 98 | 54                                         | «Episodi 98»                               | Sense determinar                           | Josep Maria Benet i Jornet                 | 21 de març de 2006                         |                                            |
| La Svetlana rep trucades obscenes i sospita que és algú del poble. En Martí està disposat a ajudar la Sara, però ella no és capaç de reconèixer que té un problema. |                                            |                                            |                                            |                                            |                                            |                                            |
| 99 | 55                                         | «Episodi 99»                               | Sense determinar                           | Josep Maria Benet i Jornet                 | 27 de març de 2006                         |                                            |
| La Isona creu que el Martí s'equivoca en la manera com ajuda la Sara. El Jaume i l'Svetlana reben un DVD on es veu a la noia practicant sexe amb un client a l'Amsterdam. |                                            |                                            |                                            |                                            |                                            |                                            |
| 100 | 56                                         | «Episodi 100»                              | Sense determinar                           | Josep Maria Benet i Jornet                 | 28 de març de 2006                         |                                            |
| El Damià està amagat, però és conscient que el Narváez el pot trobar. La Svetlana contesta una de les trucades del Rubén i se cita amb ell. |                                            |                                            |                                            |                                            |                                            |                                            |
| 101 | 57                                         | «Episodi 101»                              | Sense determinar                           | Josep Maria Benet i Jornet                 | 3 d'abril de 2006                          |                                            |
| El Damià truca al David i li exigeix veure els seus fills abans de desaparèixer. El David s'hi nega en rodó i decideix trobar-se amb el Damià per aclarir les coses. El Narváez, que no descansa, és cada cop més a prop del seu objectiu. En aquest ambient, la Teresa planeja fer un sopar amb tota la família. |                                            |                                            |                                            |                                            |                                            |                                            |
| 102 | 58                                         | «Episodi 102»                              | Sense determinar                           | Josep Maria Benet i Jornet                 | 4 d'abril de 2006                          |                                            |
| Una vegada més, la Teresa trobarà en la seva amiga Nuri el suport necessari per superar moments difícils. El Biel es considera afortunat tenint en David que li fa de pare. |                                            |                                            |                                            |                                            |                                            |                                            |
| 103 | 59                                         | «Episodi 103»                              | Sense determinar                           | Josep Maria Benet i Jornet                 | 10 d'abril de 2006                         |                                            |
| La Roser torna a treballar a l'escola, però el Monràs la veu quan fa un petó amb el Benet i estén la notícia pel poble. Al David se li fa feixuc haver de guardar el seu secret. La Nuri ofereix la seva ajuda a la Teresa per buidar el pis del Damià.                                                           |                                            |                                            |                                            |                                            |                                            |                                            |
| 104 | 60                                         | «Episodi 104»                              | Sense determinar                           | Josep Maria Benet i Jornet                 | 11 d'abril de 2006                         |                                            |
| En Joan, el fill del Jaume, torna de Noruega amb una notícia desagradable. La Mònica retreu al Julià haver-la enganyat en l'assumpte del golf. |                                            |                                            |                                            |                                            |                                            |                                            |
| 105 | 61                                         | «Episodi 105»                              | Sense determinar                           | Josep Maria Benet i Jornet                 | 17 d'abril de 2006                         |                                            |
| Davant la indignació i la impotència del Monràs, les obres del golf es paralitzen. La Carme ensenya les fotos d'una habitació a l'Ernest i li diu que aviat hi aniran. |                                            |                                            |                                            |                                            |                                            |                                            |
| 106 | 62                                         | «Episodi 106»                              | Sense determinar                           | Josep Maria Benet i Jornet                 | 18 d'abril de 2006                         |                                            |
| El Monràs es troba inconscient a terra i la Mònica truca a la Teresa, que confirma que encara és viu. La Svetlana enxampa el Joan plorant i pren consciència de la difícil situació que travessa el noi. |                                            |                                            |                                            |                                            |                                            |                                            |
| 107 | 63                                         | «Episodi 107»                              | Sense determinar                           | Josep Maria Benet i Jornet                 | 24 d'abril de 2006                         |                                            |
| La Marcela continua treballant a casa del Monràs i sembla que comença a tenir la situació controlada. El Joan se cita amb la seva mare per primera vegada des que va arribar de Noruega. El Llibert torna al poble, i es veu amb la Dora.                                                                         |                                            |                                            |                                            |                                            |                                            |                                            |
| 108 | 64                                         | «Episodi 108»                              | Sense determinar                           | Josep Maria Benet i Jornet                 | 25 d'abril de 2006                         |                                            |
| El Biel anomena "papa" el David, i aquest queda trasbalsat i creu viure una mentida. Cada cop més descentrat, el David no és capaç d'estar pendent de la feina com ho feia abans. |                                            |                                            |                                            |                                            |                                            |                                            |
| 109 | 65                                         | «Episodi 109»                              | Sense determinar                           | Josep Maria Benet i Jornet                 | 1 de maig de 2006                          |                                            |
| Un diari ha publicat els draps bruts del Julià i la gent del poble el critica. El Jaume i l'Svetlana estan nerviosos per la visita de la Concepció. El Llibert busca un pis de lloguer a Ventdelplà. |                                            |                                            |                                            |                                            |                                            |                                            |
| 110 | 66                                         | «Episodi 110»                              | Sense determinar                           | Josep Maria Benet i Jornet                 | 2 de maig de 2006                          |                                            |
| La Nuri no gosa a explicar a l'Alfons la proposta que li ha fet el Màxim de quedar-se amb l'Alba i demana consell a la Teresa. L'Alícia informa la Teresa de la decisió que han pres ella i els altres propietaris de prescindir dels serveis del David.                                                          |                                            |                                            |                                            |                                            |                                            |                                            |
| 111 | 67                                         | «Episodi 111»                              | Sense determinar                           | Josep Maria Benet i Jornet                 | 8 de maig de 2006                          |                                            |
| El Jaume i l'Svetlana parlen de l'última visita de la Concepció. La mort del Damià segueix torturant el David, que no és capaç d'actuar amb naturalitat davant de la Teresa i els nens. |                                            |                                            |                                            |                                            |                                            |                                            |
| 112 | 68                                         | «Episodi 112»                              | Sense determinar                           | Josep Maria Benet i Jornet                 | 9 de maig de 2006                          |                                            |
| La crisi que arrossega el David afecta seriosament la seva relació amb la Teresa. Ella s'adona de com l'esquiva i confessa al Julià la seva por a perdre'l. El Julià, que torna a la feina abans d'hora, pateix un desmai i la Teresa l'envia a fer llit.                                                         |                                            |                                            |                                            |                                            |                                            |                                            |
| 113 | 69                                         | «Episodi 113»                              | Sense determinar                           | Josep Maria Benet i Jornet                 | 15 de maig de 2006                         |                                            |
| Malgrat els seus esforços, la Teresa veu que la seva història amb el David s'acaba. El pitjor de tot és que sembla que el David no faci res per posar-hi remei. |                                            |                                            |                                            |                                            |                                            |                                            |
| 114 | 70                                         | «Episodi 114»                              | Sense determinar                           | Josep Maria Benet i Jornet                 | 16 de maig de 2006                         |                                            |
| La Teresa i el David han de dissimular, davant dels nens, el malestar que hi ha entre ells. El Jaume, que parla amb tots dos, passa a ser, sense voler-ho, el conseller de la parella. |                                            |                                            |                                            |                                            |                                            |                                            |
| 115 | 71                                         | «Episodi 115»                              | Sense determinar                           | Josep Maria Benet i Jornet                 | 22 de maig de 2006                         |                                            |
| El David i la Teresa decideixen marxar uns quants dies fora per mirar de donar un gir a la seva relació. El David vol deixar les coses arreglades amb el Martí abans d'anar-se'n. |                                            |                                            |                                            |                                            |                                            |                                            |
| 116 | 72                                         | «Episodi 116»                              | Sense determinar                           | Josep Maria Benet i Jornet                 | 23 de maig de 2006                         |                                            |
| La Teresa haurà de fer ús de totes les seves forces per superar la difícil situació entre ella i el David. El Martí i la Isona tampoc passen per un bon moment. |                                            |                                            |                                            |                                            |                                            |                                            |
| 117 | 73                                         | «Episodi 117»                              | Xavier Borrell                             | Josep Maria Benet i Jornet                 | 29 de maig de 2006                         |                                            |
| A la Teresa se li fa difícil aparentar normalitat davant de la família. El David està decidit a arreglar les coses amb el seu fill. Aprofitant l'aniversari del Martí, la Isona vol organitzar una festa a casa.                                                                                                  |                                            |                                            |                                            |                                            |                                            |                                            |
| 118 | 74                                         | «Episodi 118»                              | Xavier Borrell                             | Josep Maria Benet i Jornet                 | 30 de maig de 2006                         |                                            |
| De nou, cal que la Teresa agafi les regnes de la situació. Una altra vegada ha de ser ella qui es faci càrrec de la família, perquè el David no pot evitar sentir-se culpable de tot plegat. |                                            |                                            |                                            |                                            |                                            |                                            |
| 119 | 75                                         | «Episodi 119»                              | Sense determinar                           | Josep Maria Benet i Jornet                 | 5 de juny de 2006                          |                                            |
| La Mònica i el Julià intenten amagar com poden l'atracció sexual que hi ha entre ells. L'Alícia i el Julià es troben al Tramuntana després de força temps sense veure's. L'Alfons s'estranya dels últims moviments en el compte corrent de la Nuri.                                                               |                                            |                                            |                                            |                                            |                                            |                                            |
| 120 | 76                                         | «Episodi 120»                              | Sense determinar                           | Josep Maria Benet i Jornet                 | 6 de juny de 2006                          |                                            |
| L'Alícia va a Ventdelplà per estar al costat de la Teresa i la família i s'adona de la tensió que hi ha entre ells. A causa del projecte editorial de la Nuri, el Llibert es veu obligat a rememorar el passat d'ell i dels seus.                                                                                 |                                            |                                            |                                            |                                            |                                            |                                            |
| 121 | 77                                         | «Episodi 121»                              | Sense determinar                           | Josep Maria Benet i Jornet                 | 12 de juny de 2006                         |                                            |
| El dia del judici del Benet s'acosta i ell i la Roser decideixen que cal aprofitar els dies que encara els queden per passar-los junts. Un mosso es posa en contacte amb la Roser. |                                            |                                            |                                            |                                            |                                            |                                            |
| 122 | 78                                         | «Episodi 122»                              | Sense determinar                           | Josep Maria Benet i Jornet                 | 13 de juny de 2006                         |                                            |
| Sembla que la Mònica i el Julià han après a dir-se el que senten l'un per l'altre directament i de forma sincera. |                                            |                                            |                                            |                                            |                                            |                                            |
| 123 | 79                                         | «Episodi 123»                              | Sense determinar                           | Josep Maria Benet i Jornet                 | 19 de juny de 2006                         |                                            |
| La Teresa i el David estan cansats que l'assumpte de la mort del Damià els condicioni les vides: fa massa temps que tots dos arrosseguen un secret que se'ls menja per dins. |                                            |                                            |                                            |                                            |                                            |                                            |
| 124 | 80                                         | «Episodi 124»                              | Sense determinar                           | Josep Maria Benet i Jornet                 | 20 de juny de 2006                         |                                            |
| Les malaurades circumstàncies en què va morir el Damià continuen torturant la família després de tant de temps. Ni la Teresa ni el David han aconseguit aprendre a dur una vida normal després del que va passar.                                                                                                 |                                            |                                            |                                            |                                            |                                            |                                            |
| 125 | 81                                         | «Episodi 125»                              | Sense determinar                           | Josep Maria Benet i Jornet                 | 26 de juny de 2006                         |                                            |
| La Teresa està molt preocupada per la Isona, i l'Alícia prova de tranquil·litzar-la. El David també s'adona del neguit de la Teresa, però se sent impotent. |                                            |                                            |                                            |                                            |                                            |                                            |
| 126 | 82                                         | «Episodi 126»                              | Sense determinar                           | Josep Maria Benet i Jornet                 | 27 de juny de 2006                         |                                            |
| Malgrat els problemes que ha generat la mort del Damià, la Teresa fa tots els esforços possibles per no distanciar-se dels seus fills. |                                            |                                            |                                            |                                            |                                            |                                            |
| 127 | 83                                         | «Episodi 127»                              | Sense determinar                           | Josep Maria Benet i Jornet                 | 3 de juliol de 2006                        |                                            |
| La decisió del David ha deixat tota la família astorada. Tot i així, el Martí, la Teresa i el Jaume li donen tant suport com poden. L'Alfons també s'ofereix a donar un cop de mà si és necessari. |                                            |                                            |                                            |                                            |                                            |                                            |
| 128 | 84                                         | «Episodi 128»                              | Sense determinar                           | Josep Maria Benet i Jornet                 | 4 de juliol de 2006                        |                                            |
| El David ha d'enfrontar-se ara amb les mirades i els comentaris de tots els veïns, perquè les notícies s'han escampat per tot el poble. La Teresa i la resta de la família també han d'afrontar situacions semblants.                                                                                             |                                            |                                            |                                            |                                            |                                            |                                            |
| 129 | 85                                         | «Episodi 129»                              | Sense determinar                           | Josep Maria Benet i Jornet                 | 10 de juliol de 2006                       |                                            |
| El David és plenament conscient de quina és la seva situació, però no per aquest motiu té menys por. De tota manera, tant ell com el Julià sospiten que hi ha alguna cosa que no acaba de quadrar en tot plegat.                                                                                                  |                                            |                                            |                                            |                                            |                                            |                                            |
| 130 | 86                                         | «Episodi 130»                              | Sense determinar                           | Josep Maria Benet i Jornet                 | 11 de juliol de 2006                       |                                            |
| Sembla que d'una vegada per totes l'Ester ha pres una decisió sobre el futur del Tramuntana. L'Alfons i la Nuri fan costat a la Teresa en uns moments tan difícils com els que viu. |                                            |                                            |                                            |                                            |                                            |                                            |
| 131 | 87                                         | «Episodi 131»                              | Sense determinar                           | Josep Maria Benet i Jornet                 | 17 de juliol de 2006                       |                                            |
| La Teresa buscarà suport en l'Alfons i la Nuri per afrontar la difícil situació. El Julià està convençut que en la mort del Damià hi ha alguna cosa que no acaba d'encaixar. |                                            |                                            |                                            |                                            |                                            |                                            |
| 132 | 88                                         | «Episodi 132»                              | Sense determinar                           | Josep Maria Benet i Jornet                 | 18 de juliol de 2006                       |                                            |
| El Julià es mostra insistent en les seves sospites: en el crim de què s'acusa el David hi ha alguna cosa que no quadra. La Teresa sap que haurà de comptar amb ell si vol saber exactament què va passar aquell dia.                                                                                              |                                            |                                            |                                            |                                            |                                            |                                            |
| 133 | 89                                         | «Episodi 133»                              | Enric Banqué                               | Josep Maria Benet i Jornet                 | 24 de juliol de 2006                       |                                            |
| Últim capítol de la temporada, amb un final en què no falten les emocions: una reconciliació, una separació, un segrest i un accident greu... La sèrie torna el gener de 2007 amb noves trames i personatges. |                                            |                                            |                                            |                                            |                                            |                                            |

## Tercera temporada
| Episodis de la tercera temporada (134 - 183) | Episodis de la tercera temporada (134 - 183) | Episodis de la tercera temporada (134 - 183) | Episodis de la tercera temporada (134 - 183) | Episodis de la tercera temporada (134 - 183)  | Episodis de la tercera temporada (134 - 183) | Episodis de la tercera temporada (134 - 183) |
| Núm. | #                                            |                                              | Director                                     | Guionista                                     | Data d'emissió                               |                                              |
| --- | -------------------------------------------- | -------------------------------------------- | -------------------------------------------- | --------------------------------------------- | -------------------------------------------- | -------------------------------------------- |
| 134 | 1                                            | «Episodi 134»                                | Lluís Maria Güell                            | Josep Maria Benet i Jornet & Laia Aguilar     | 5 de febrer de 2007                          |                                              |
| Sense perdre ni un instant, una ambulància duu el Rafa a l'hospital. La Marcela i el Ramiro estan molt preocupats per la salut del seu fill. L'Esther ha desaparegut dins el cotxe amb el Raül i ningú sap on pot ser. |                                              |                                              |                                              |                                               |                                              |                                              |
| 135 | 2                                            | «Episodi v»                                  | Lluís Maria Güell                            | Josep Maria Benet i Jornet & Laia Aguilar     | 6 de febrer de 2007                          |                                              |
| El Ramiro i la Marcela, conscients de la gravetat en què es troba el Rafa, temen el pitjor. La Teresa els anima tant com pot. La gent del poble fa pinya. |                                              |                                              |                                              |                                               |                                              |                                              |
| 136 | 3                                            | «Episodi 136»                                | Ignasi Tarruella                             | Josep Maria Benet i Jornet & Eulàlia Carrillo | 12 de febrer de 2007                         |                                              |
| Els González temen que el Rafa no se'n surti. La tensió de l'espera es fa insuportable i el Ramiro i el Quim discuteixen. La Mònica està profundament trasbalsada amb tot el que li ha passat al Rafa. |                                              |                                              |                                              |                                               |                                              |                                              |
| 137 | 4                                            | «Episodi 137»                                | Ignasi Tarruella                             | Josep Maria Benet i Jornet & Héctor Lozano    | 13 de febrer de 2007                         |                                              |
| La tensió de tots aquests dies acaba passant factura i el Ramiro i la Marcela discuteixen per l'estat del Rafa. La Mònica està desconcertada. L'Ester continua obsessionada per trobar el seu fill i la Berta, la Roser i la Teresa es neguitegen.                                                                                  |                                              |                                              |                                              |                                               |                                              |                                              |
| 138 | 5                                            | «Episodi 138»                                | Sense determinar                             | Josep Maria Benet i Jornet                    | 19 de febrer de 2007                         |                                              |
| La Teresa aconsella l'Ester que busqui ajuda psicològica. Com que no troba comprensió en la Teresa i la Roser, l'Ester s'apropa més a la Berta. El Ramiro i la Marcela troben que el seu futur al bar és incert. |                                              |                                              |                                              |                                               |                                              |                                              |
| 139 | 6                                            | «Episodi 139»                                | Eva Norverto                                 | Josep Maria Benet i Jornet                    | 20 de febrer de 2007                         |                                              |
| Després de tot el que han patit, sembla que per fi els González tenen un moment per respirar tranquils. La Teresa, amb molt de tacte, explica al Biel que és molt possible que el fill de l'Ester sigui mort. |                                              |                                              |                                              |                                               |                                              |                                              |
| 140 | 7                                            | «Episodi 140»                                | Carmen Pérez                                 | Josep Maria Benet i Jornet                    | 26 de febrer de 2007                         |                                              |
| La Teresa s'ha de presentar als exàmens de les oposicions i es troba plena de dubtes. La Isona i el Biel animen la seva mare. La situació entre el Rafa i la Mònica continua sense aclarir-se. |                                              |                                              |                                              |                                               |                                              |                                              |
| 141 | 8                                            | «Episodi 141»                                | Jesús Segura                                 | Josep Maria Benet i Jornet                    | 27 de febrer de 2007                         |                                              |
| Malgrat els consells de les seves amigues, l'Ester no perd l'esperança de trobar el seu fill. Únicament el Rafa li ha donat suport des del principi, tot i que el que va passar amb la Mònica a l'hospital continua torturant-lo.                                                                                                   |                                              |                                              |                                              |                                               |                                              |                                              |
| 142 | 9                                            | «Episodi 142»                                | Jesús Segura                                 | Josep Maria Benet i Jornet                    | 5 de març de 2007                            |                                              |
| S'ha de celebrar el casament de la Teresa i en David, però ell no s'acaba de trobar del tot bé. L'Ester no sap si es veurà amb cor d'assistir-hi. El Rafa li ha estat donant moltes voltes i ha decidit que és el moment de prendre una decisió sobre la seva vida.                                                                 |                                              |                                              |                                              |                                               |                                              |                                              |
| 143 | 10                                           | «Episodi 143»                                | Sense determinar                             | Josep Maria Benet i Jornet                    | 6 de març de 2007                            |                                              |
| Al David i la Teresa els faria il·lusió fer un viatge, però descarten la possibilitat, almenys per ara. La Roser rep un CD del Raül, però la Teresa creu que és una trampa. Avisen el mosso que porta el cas. Finalment, el sectari truca a la Roser i li fa creure que té el nen al seu costat.                                    |                                              |                                              |                                              |                                               |                                              |                                              |
| 144 | 11                                           | «Episodi 144»                                | Ignasi Tarruella                             | Josep Maria Benet i Jornet & Xavier Berraondo | 12 de març de 2007                           |                                              |
| L'Ester i la Roser estan pendents de rebre notícies del Raül i sospiten que el guru planeja en algun lloc la seva venjança. La Teresa s'assabenta que ja han sortit les notes de les oposicions. |                                              |                                              |                                              |                                               |                                              |                                              |
| 145 | 12                                           | «Episodi 145»                                | Sense determinar                             | Josep Maria Benet i Jornet                    | 13 de març de 2007                           |                                              |
| Aprofitant que el Jaume ha de marxar, l'Svetlana se cita amb el Joan a Ventdelplà. L'Ester està preocupada pels últims moviments de la Roser, que es vol acostar al Raül com sigui. El Paco està molt trist des que s'ha separat de la Berta, però es fa el fort davant d'ella.                                                     |                                              |                                              |                                              |                                               |                                              |                                              |
| 146 | 13                                           | «Episodi 146»                                | Sense determinar                             | Josep Maria Benet i Jornet                    | 19 de març de 2007                           |                                              |
| La relació de l'Svetlana i el Joan ha anat massa enllà. Ella té clar que es tracta d'un amor impossible. El Joan està desesperat i recorre a la Ció. |                                              |                                              |                                              |                                               |                                              |                                              |
| 147 | 14                                           | «Episodi 147»                                | Eva Norverto                                 | Josep Maria Benet i Jornet                    | 20 de març de 2007                           |                                              |
| El David rep la trucada de l'Eugènia, una antiga amant. La relació entre la Teresa i l'Enric no acaba de funcionar, ja que ell la tracta amb fredor. La Svetlana tem la reacció que pugui tenir el Jaume quan la vegi. |                                              |                                              |                                              |                                               |                                              |                                              |
| 148 | 15                                           | «Episodi 148»                                | Sense determinar                             | Josep Maria Benet i Jornet                    | 26 de març de 2007                           |                                              |
| La relació sexual entre la Mònica i el Julià no acaba de funcionar però tots dos ho dissimulen. L'Enric continua desconfiant de tot allò que fa la Teresa i la relació entre tots dos empitjora. |                                              |                                              |                                              |                                               |                                              |                                              |
| 149 | 16                                           | «Episodi 149»                                | Carmen Pérez                                 | Josep Maria Benet i Jornet                    | 27 de març de 2007                           |                                              |
| La Teresa ha d'afrontar la nova situació: haver conegut l'Eugènia l'ha remogut per dins. El Jaume rep una carta de l'Svetlana, però no en diu res al David. El Monràs ha acabat les obres de l'hotel. |                                              |                                              |                                              |                                               |                                              |                                              |
| 150 | 17                                           | «Episodi 150»                                | Ignasi Tarruella                             | Josep Maria Benet i Jornet                    | 2 d'abril de 2007                            |                                              |
| En David segueix endavant amb el cas de l'Eugènia, que sembla que es complica. La Teresa coneix la Ruth, una noia peruana que arriba a la seva consulta. En Benet i la Roser planegen el seu futur plegats. |                                              |                                              |                                              |                                               |                                              |                                              |
| 151 | 18                                           | «Episodi 151»                                | Sense determinar                             | Josep Maria Benet i Jornet                    | 3 d'abril de 2007                            |                                              |
| En David està amoïnat pel futur de la Bruna, ja que sap que la nena pateix la tensió entre l'Eugènia i l'Albert. El Julià diu a la Mònica que últimament la Carme arriba tard a la consulta i no rendeix com abans. En Monràs inaugura l'hotel.                                                                                     |                                              |                                              |                                              |                                               |                                              |                                              |
| 152 | 19                                           | «Episodi 152»                                | Eva Norverto                                 | Josep Maria Benet i Jornet                    | 9 d'abril de 2007                            |                                              |
| La relació laboral entre l'Enric i la Teresa és cada cop més tensa i la Teresa no n'entén el motiu. L'Ester ha tingut un malson on apareixia el seu fill, i ha quedat fotuda. |                                              |                                              |                                              |                                               |                                              |                                              |
| 153 | 20                                           | «Episodi 153»                                | Eva Norverto                                 | Josep Maria Benet i Jornet                    | 10 d'abril de 2007                           |                                              |
| La Roser i el Benet estan disposats a ajudar l'Ester en allò que faci falta, ja que ella no baixa del burro i vol anar a buscar el seu fill de totes totes. La Carme no vol ser una càrrega per a la clínica del Julià, però ell no la deixa plegar.                                                                                |                                              |                                              |                                              |                                               |                                              |                                              |
| 154 | 21                                           | «Episodi 154»                                | Sense determinar                             | Josep Maria Benet i Jornet                    | 16 d'abril de 2007                           |                                              |
| La Marcela posa al corrent el Rafa sobre les últimes notícies referents a l'Ester i el seu fill. El Joan arriba l'endemà i l'Svetlana es veu obligada a buscar un altre lloc per viure. La Rosalia critica l'hotel del Monràs i recrimina que la Dora li vengui begudes.                                                            |                                              |                                              |                                              |                                               |                                              |                                              |
| 155 | 22                                           | «Episodi 155»                                | Sense determinar                             | Josep Maria Benet i Jornet                    | 17 d'abril de 2007                           |                                              |
| Un gos rabiós corre pel poble i escampa el pànic entre la gent. El Joan retreu a la Ció que li hagi amagat l'embaràs de l'Svetlana. La manifestació de la gent del poble contra el prostíbul del Monràs ha transcendit als mitjans i el Paco s'esvera.                                                                              |                                              |                                              |                                              |                                               |                                              |                                              |
| 156 | 23                                           | «Episodi 156»                                | Sense determinar                             | Josep Maria Benet i Jornet                    | 23 d'abril de 2007                           |                                              |
| Durant la batuda de caça per trobar el gos rabiós, el Jaume fereix el Julià. La Teresa no pot més i vol plantar cara a l'Enric. L'Andrea, una companya de facultat del Xavi, es fixa en el Pau. |                                              |                                              |                                              |                                               |                                              |                                              |
| 157 | 24                                           | «Episodi 157»                                | Ignasi Tarruella                             | Josep Maria Benet i Jornet                    | 25 d'abril de 2007                           |                                              |
| El Pau i el Xavi discuteixen per l'Andrea. La Teresa ha passat una guàrdia duríssima, i encara ha de trucar al David per dir-li que ni tan sols podrà esmorzar amb ell. A més, l'Enric li controla tots els passos que fa dins del CAP.                                                                                             |                                              |                                              |                                              |                                               |                                              |                                              |
| 158 | 25                                           | «Episodi 158»                                | Sense determinar                             | Josep Maria Benet i Jornet                    | 30 d'abril de 2007                           |                                              |
| El Monràs es fa el trobadís amb la Berta. Entre ells hi ha una certa sintonia. El David se cita amb l'Eugènia, que li dona més notícies sobre la seva relació amb l'Albert. El tractor del Jaume s'ha espatllat, però a ell tant li fa que se li podreixin les patates.                                                             |                                              |                                              |                                              |                                               |                                              |                                              |
| 159 | 26                                           | «Episodi 159»                                | Sense determinar                             | Josep Maria Benet i Jornet                    | 1 de maig de 2007                            |                                              |
| La Teresa es reincorpora a la feina del CAP. L'Eugènia enganya l'Albert i li diu que és en un hotel. La Berta exigeix al Paco que no es fiqui en la seva vida quan ell pretén dir-li amb qui pot sortir i amb qui no. |                                              |                                              |                                              |                                               |                                              |                                              |
| 160 | 27                                           | «Episodi 160»                                | Sense determinar                             | Josep Maria Benet i Jornet                    | 7 de maig de 2007                            |                                              |
| L'Eugènia té molta feina i el David ha de deixar de banda la seva per fer-se càrrec de la Bruna. L'Ester queda a la nit amb el Rafa a Girona i la Isona accedeix a fer de cangur del Fèlix. |                                              |                                              |                                              |                                               |                                              |                                              |
| 161 | 28                                           | «Episodi 161»                                | Sense determinar                             | Josep Maria Benet i Jornet                    | 8 de maig de 2007                            |                                              |
| Se celebra el judici per maltractaments. El David reconeix que trobarà a faltar la Bruna. El Jaume té molt mal d'estómac i no pot treballar al camp. La relació entre la Isona i l'Enric es fa més estreta, malgrat que ell es mostri fred en alguns moments.                                                                       |                                              |                                              |                                              |                                               |                                              |                                              |
| 162 | 29                                           | «Episodi 162»                                | Sense determinar                             | Josep Maria Benet i Jornet                    | 14 de maig de 2007                           |                                              |
| La Carme entra al web de contactes per veure si té missatges nous. Neix la Irina, la filla de la Svetlana. La Isona fa 18 anys, i fa una festa on convida l'Enric, que no s'hi presenta... La relació del Monràs i la Berta prospera.                                                                                               |                                              |                                              |                                              |                                               |                                              |                                              |
| 163 | 30                                           | «Episodi 163»                                | Sense determinar                             | Josep Maria Benet i Jornet                    | 15 de maig de 2007                           |                                              |
| La Berta es mostra reticent a deixar-se veure amb el Monràs, però la Rosalia s'ho ensuma. La Carme proposa a la Isabel que conegui el nou amic que ha fet a la web de contactes. El Jaume sembla disposat a fer un canvi de vida.                                                                                                   |                                              |                                              |                                              |                                               |                                              |                                              |
| 164 | 31                                           | «Episodi 164»                                | Sense determinar                             | Josep Maria Benet i Jornet                    | 21 de maig de 2007                           |                                              |
| El Bernat, el company d'oposicions de l'Enric, arriba al CAP, saluda la Teresa amablement i pregunta pel seu amic. L'Enric confessa al Bernat que desitja que la Teresa deixi aviat la feina. La Isona fa un petó a l'Enric, que la rebutja i li diu que es troba malament.                                                         |                                              |                                              |                                              |                                               |                                              |                                              |
| 165 | 32                                           | «Episodi 165»                                | Sense determinar                             | Josep Maria Benet i Jornet                    | 22 de maig de 2007                           |                                              |
| La Nuri descobreix coses sobre el passat de la seva família i vol saber-ne tota la veritat. El Martí nota que el Pau i el Xavi tenen una actitud estranya. L'Alba i el Biel preparen una broma al Ramiro. |                                              |                                              |                                              |                                               |                                              |                                              |
| 166 | 33                                           | «Episodi 166»                                | Sense determinar                             | Josep Maria Benet i Jornet                    | 28 de maig de 2007                           |                                              |
| La Isona pregunta a la Teresa pels seus problemes al CAP, però ella rebaixa la gravetat dels fets. La Marcela deixa clar al Monràs que al seu bar no hi vol negocis bruts. La Mònica guanya un premi literari, però no té ganes que el Julià llegeixi el relat.                                                                     |                                              |                                              |                                              |                                               |                                              |                                              |
| 167 | 34                                           | «Episodi 167»                                | Carmen Pérez                                 | Josep Maria Benet i Jornet                    | 29 de maig de 2007                           |                                              |
| L'Enric dissimula davant de la Teresa quan rep una trucada de la Isona. L'Àgata investiga els últims esdeveniments succeïts al voltant del Monràs. La Berta també se sent amoïnada per tot el que està passant. |                                              |                                              |                                              |                                               |                                              |                                              |
| 168 | 35                                           | «Episodi»                                    | 168                                          | Josep Maria Benet i Jornet                    | 4 de juny de 2007                            |                                              |
| A la Teresa li costa acceptar la relació que existeix entre l'Isona i l'Enric. Mentrestant, l'Albert li confia al David la seva preocupació per la Bruna. En Monràs està disposat a posar fi a les amenaces que pateix últimament.                                                                                                  |                                              |                                              |                                              |                                               |                                              |                                              |
| 169 | 36                                           | «Episodi 169»                                | Sense determinar                             | Josep Maria Benet i Jornet                    | 4 de juny de 2007                            |                                              |
| El David comença a pensar que potser es va equivocar defensant la causa de l'Eugènia en el judici. La relació entre el Julià i la Mònica va de mal en pitjor. |                                              |                                              |                                              |                                               |                                              |                                              |
| 170 | 37                                           | «Episodi 170»                                | Sense determinar                             | Josep Maria Benet i Jornet                    | 11 de juny de 2007                           |                                              |
| A casa de la Teresa es respira una tensió poc habitual. L'Alfons la truca i queden per veure's. En Jaume diu a la Nicole que li agradaria tornar a veure la Irina. |                                              |                                              |                                              |                                               |                                              |                                              |
| 171 | 38                                           | «Episodi 171»                                | Ignasi Tarruella                             | Josep Maria Benet i Jornet                    | 12 de juny de 2007                           |                                              |
| L'Enric pren pastilles per l'anèmia. En Julià intenta acostar-se a la Mònica, però ella creu que potser els seus problemes no tenen solució. La Dora vol fer canvis a l'habitació d'en Lluc i quan veu que la Berta s'atabala sospita que ha passat alguna cosa entre la seva filla i en Monràs.                                    |                                              |                                              |                                              |                                               |                                              |                                              |
| 172 | 39                                           | «Episodi 172»                                | Sense determinar                             | Josep Maria Benet i Jornet                    | 18 de juny de 2007                           |                                              |
| L'Enric proposa a la Clara coordinar el CAP i ella ho accepta. La Rosalia diu a l'Eugènia que avui té el dia lliure. L'Eugènia es farà càrrec de la Bruna perquè la nena no es troba bé. |                                              |                                              |                                              |                                               |                                              |                                              |
| 173 | 40                                           | «Episodi»                                    | 173                                          | Josep Maria Benet i Jornet                    | 19 de juny de 2007                           |                                              |
| La Isona passa un mal moment a causa de la malaltia de l'Enric. D'altra banda, l'Eugènia accedeix que la Bruna vegi el seu pare. |                                              |                                              |                                              |                                               |                                              |                                              |
| 174 | 41                                           | «Episodi 174»                                | Carmen Pérez                                 | Josep Maria Benet i Jornet                    | 25 de juny de 2007                           |                                              |
| Les mentides de l'Eugènia comencen a sortir a la llum, davant l'estupor d'en David i de tots els qui han confiat en ella. La Teresa es disculpa amb l'Albert, que a poc a poc va prenent consciència de la possibilitat de recuperar la Bruna.                                                                                      |                                              |                                              |                                              |                                               |                                              |                                              |
| 175 | 42                                           | «Episodi 175»                                | Carmen Pérez                                 | Josep Maria Benet i Jornet                    | 26 de juny de 2007                           |                                              |
| La Rosalia troba l'Eugènia estesa a terra i truca a una ambulància. La Teresa i en David estan convençuts que ara sí que li prendran la custòdia de la nena. La Teresa desitja sort a la Isona amb la selectivitat i li diu que l'estima.                                                                                           |                                              |                                              |                                              |                                               |                                              |                                              |
| 176 | 43                                           | «Episodi 176»                                | Ignasi Tarruella                             | Josep Maria Benet i Jornet                    | 2 de juliol de 2007                          |                                              |
| En aquest capítol de "Ventdelplà", la Berta i el Monràs donen la notícia a la família: es casen! Mentrestant, el Jaume vol tornar a veure la seva filla Irina i el Rafa torna al poble a passar l'estiu. |                                              |                                              |                                              |                                               |                                              |                                              |
| 177 | 44                                           | «Episodi 177»                                | Ignasi Tarruella                             | Josep Maria Benet i Jornet                    | 3 de juliol de 2007                          |                                              |
| La Marcela va molt enfeinada al bar i acaba contractant el Paco per ajudar-la. Mentrestant, el Rafa sent com alguna cosa es remou dintre seu cada vegada que parla amb l'Esther, tot i que l'anima a llançar-se amb el Ferran. D'altra banda, l'Àgata explica al Julià que ha descobert que el Francesc va ser acusat d'assassinat. |                                              |                                              |                                              |                                               |                                              |                                              |
| 178 | 45                                           | «Episodi 178»                                | Eva Norverto                                 | Josep Maria Benet i Jornet & Laia Aguilar     | 9 de juliol de 2007                          |                                              |
| El Julià opta per confessar a la Mònica que li ha estat infidel i ella, tot i que no s'ho pren gens bé, fa un esforç per perdonar-lo i tirar endavant. |                                              |                                              |                                              |                                               |                                              |                                              |
| 179 | 46                                           | «Episodi 179»                                | Eva Norverto                                 | Josep Maria Benet i Jornet & Laia Aguilar     | 11 de juliol de 2007                         |                                              |
| La Clara es disculpa amb la Teresa per haver dubtat d'ella en el passat. El Martí s'indigna quan descobreix que algú li ha fet malbé el tractor i es disposa a posar una denúncia. |                                              |                                              |                                              |                                               |                                              |                                              |
| 180 | 47                                           | «Episodi 180»                                | Carmen Pérez                                 | Josep Maria Benet i Jornet & Laia Aguilar     | 16 de juliol de 2007                         |                                              |
| Els mossos prenen nota de l'atac al cotxe de la Teresa. La Carme explica que es farà un centre comercial a Ventdelplà. La Nicole i la Isabel es barallen i el Manel hi ha de posar pau. Al Rafa li costa ser amic de l'Ester ara que sap que l'estima.                                                                              |                                              |                                              |                                              |                                               |                                              |                                              |
| 181 | 48                                           | «Episodi 181»                                | Carmen Pérez                                 | Josep Maria Benet i Jornet & Laia Aguilar     | 18 de juliol de 2007                         |                                              |
| La gent del poble comença a estar cada cop més empipada amb el brètol que ronda pel poble. El Paco està disposat a anar a buscar-lo i fer-li una cara nova. La Teresa, però, planteja la possibilitat que el causant de tot plegat no sigui el brètol.                                                                              |                                              |                                              |                                              |                                               |                                              |                                              |
| 182 | 49                                           | «Episodi 182»                                | Ignasi Tarruella & Jesús Segura              | Josep Maria Benet i Jornet & Laia Aguilar     | 23 de juliol de 2007                         |                                              |
| A "Ventdelplà", la Teresa troba a faltar un braçalet de plata. Ella i el David ja no dubten que algú ha entrat a casa, així que truquen de seguida als Mossos. |                                              |                                              |                                              |                                               |                                              |                                              |
| 183 | 50                                           | «Episodi 183»                                | Ignasi Tarruella & Jesús Segura              | Josep Maria Benet i Jornet & Laia Aguilar     | 24 de juliol de 2007                         |                                              |
| Els protagonistes de la sèrie acompanyen en Monràs i la Berta en el dia del seu casament. |                                              |                                              |                                              |                                               |                                              |                                              |

## Quarta temporada
| Episodis de la quarta temporada (184 - 215) | Episodis de la quarta temporada (184 - 215) | Episodis de la quarta temporada (184 - 215) | Episodis de la quarta temporada (184 - 215) | Episodis de la quarta temporada (184 - 215)   | Episodis de la quarta temporada (184 - 215) | Episodis de la quarta temporada (184 - 215) |
| Núm. | #                                           |                                             | Director                                    | Guionista                                     | Data d'emissió                              |                                             |
| --- | ------------------------------------------- | ------------------------------------------- | ------------------------------------------- | --------------------------------------------- | ------------------------------------------- | ------------------------------------------- |
| 184 | 1                                           | «Episodi 184»                               | Eva Norverto                                | Josep Maria Benet i Jornet & Laia Aguilar     | 17 de setembre de 2007                      |                                             |
| La família Clarís torna de Menorca. La Teresa truca als Mossos per si hi ha cap novetat sobre l'assetjament. Ells creuen que no es tracta del brètol, però saben qui podria ser. |                                             |                                             |                                             |                                               |                                             |                                             |
| 185 | 2                                           | «Episodi 185»                               | Eva Norverto                                | Josep Maria Benet i Jornet & Laia Aguilar     | 18 de setembre de 2007                      |                                             |
| El David tranquil·litza la Teresa dient-li que ja han col·locat l'alarma. La Teresa diu al Julià que ha oblidat el conflicte amb l'Enric. |                                             |                                             |                                             |                                               |                                             |                                             |
| 186 | 3                                           | «Episodi 186»                               | Carmen Pérez                                | Josep Maria Benet i Jornet                    | 24 de setembre de 2007                      |                                             |
| Els ecologistes s'organitzen, però la Nicole no es vol implicar en la feina de cal Brinco, i això provoca que el Manel s'empipi. Continua el bon rotllo entre el Paco i la Ruth. La Clara explica a l'Enric que es va embolicar amb el Julià, però creu que ell no voldrà continuar la relació.                                                                                      |                                             |                                             |                                             |                                               |                                             |                                             |
| 187 | 4                                           | «Episodi 187»                               | Carmen Pérez                                | Josep Maria Benet i Jornet & Laia Aguilar     | 25 de setembre de 2007                      |                                             |
| El Jaume suggereix que l'Artur es miri el cotxe del David. Ell i la Teresa dissimulen. La Roser visita el David i li ofereix el seu suport. La Berta i el Monràs estan contents d'estar junts. |                                             |                                             |                                             |                                               |                                             |                                             |
| 188 | 5                                           | «Episodi 188»                               | Ignasi Tarruella                            | Josep Maria Benet i Jornet                    | 1 d'octubre de 2007                         |                                             |
| El Genís convenç el David que pot anar-se'n tranquil a Vancouver. La Nuri explica a la Roser que està molt il·lusionada amb el Genís. El Xavi se sent malament quan diu a la Mònica que marxaran d'acampada. |                                             |                                             |                                             |                                               |                                             |                                             |
| 189 | 6                                           | «Episodi 189»                               | Ignasi Tarruella                            | Josep Maria Benet i Jornet                    | 2 d'octubre de 2007                         |                                             |
| El David s'acomiada del Martí, avui se'n va a Vancouver. Ell i la Teresa volen quedar-se sols per fer l'amor. El Genís ha passat la nit amb la Nuri, i l'Alba ho descobreix i ho troba bé. |                                             |                                             |                                             |                                               |                                             |                                             |
| 190 | 7                                           | «Episodi 190»                               | Eva Norverto                                | Josep Maria Benet i Jornet                    | 8 d'octubre de 2007                         |                                             |
| La Teresa s'aixeca amb grip i no pot anar a treballar. La Nuri li explica al Genís que la Teresa és a casa malalta. La Marcela recrimina al Paco que es miri tant la Ruth, que és una dona casada. |                                             |                                             |                                             |                                               |                                             |                                             |
| 191 | 8                                           | «Episodi 191»                               | Eva Norverto                                | Josep Maria Benet i Jornet & Laia Aguilar     | 9 d'octubre de 2007                         |                                             |
| La Roser cuida de la Teresa, que troba a faltar el mocador de coll. L'Enric fa veure a la Isona que no passa res perquè ell la mantingui. |                                             |                                             |                                             |                                               |                                             |                                             |
| 192 | 9                                           | «Episodi 192»                               | Carmen Pérez                                | Josep Maria Benet i Jornet & Laia Aguilar     | 15 d'octubre de 2007                        |                                             |
| La Nuri ha comprat entrades per anar a Port Aventura amb l'Alba i el Genís, però ell no hi podrà anar. La Isona encara té dubtes sobre el que ha de fer amb l'Enric. |                                             |                                             |                                             |                                               |                                             |                                             |
| 193 | 10                                          | «Episodi 193»                               | Carmen Pérez                                | Josep Maria Benet i Jornet                    | 16 d'octubre de 2007                        |                                             |
| La Nuri se sent incòmoda quan veu la bona sintonia que hi ha entre el Genís i la Teresa. La Mònica proposa a la Nicole anar al cinema, totes dues amb el Julià. |                                             |                                             |                                             |                                               |                                             |                                             |
| 194 | 11                                          | «Episodi 194»                               | Ignasi Tarruella                            | Josep Maria Benet i Jornet & Laia Aguilar     | 22 d'octubre de 2007                        |                                             |
| La Teresa truca al David i no el troba. La Nuri manifesta la seva inseguretat envers els sentiments del Genís. L'Enric diu a la Clara que està nerviós perquè espera els resultats d'unes proves. |                                             |                                             |                                             |                                               |                                             |                                             |
| 195 | 12                                          | «Episodi 195»                               | Ignasi Tarruella                            | Josep Maria Benet i Jornet                    | 23 d'octubre de 2007                        |                                             |
| La Roser creu imprescindible que la Teresa es posi en contacte amb el David tan aviat com sigui possible. L'Enric es disculpa amb la Isona per com la va tractar l'últim dia i li explica els seus motius. L'Enric s'assabenta que el seu pacient, el Lluís Clusa, ha mort d'un atac de cor.                                                                                         |                                             |                                             |                                             |                                               |                                             |                                             |
| 196 | 13                                          | «Episodi 196»                               | Eva Norverto                                | Josep Maria Benet i Jornet                    | 29 d'octubre de 2007                        |                                             |
| El Roger diu al Genís que avisarà del seu comportament incorrecte el seu cap. L'Enric està enfonsat i no vol quedar amb la Isona, que està preocupada. El Manel explica al Jaume que el seu fill mitjà, l'Esteve, vindrà a passar una temporada al poble. |                                             |                                             |                                             |                                               |                                             |                                             |
| 197 | 14                                          | «Episodi 197»                               | Eva Norverto                                | Josep Maria Benet i Jornet & Xavier Berraondo | 30 d'octubre de 2007                        |                                             |
| El Genís es fixa en l'agenda de la Nuri. L'Alba li demana d'anar a patrullar i ell l'enganya sobre la feina. L'Enric està disposat a admetre el seu error i, si cal, a deixar la medicina. |                                             |                                             |                                             |                                               |                                             |                                             |
| 198 | 15                                          | «Episodi 198»                               | Carmen Pérez                                | Josep Maria Benet i Jornet                    | 5 de novembre de 2007                       |                                             |
| La Teresa explica a la Roser que no sap què fer sense la Nuri. En Genís encara contribueix més a posar distància entre les dues amigues. La Mònica i en Julià tenen bon "feeling" i ella li fa un petó. L'Esteve anima la Nicole a fer el que senti. |                                             |                                             |                                             |                                               |                                             |                                             |
| 199 | 16                                          | «Episodi 199»                               | Carmen Pérez                                | Josep Maria Benet i Jornet & Laia Aguilar     | 6 de novembre de 2007                       |                                             |
| La Roser acompanyarà la Teresa a fer-se la primera ecografia. Els Mossos es comprometen a enxampar el culpable d'haver entrat al súper. La Dora i en Llibert estan disposats a fer tots els possibles per tancar el "puticlub". |                                             |                                             |                                             |                                               |                                             |                                             |
| 200 | 17                                          | «Episodi 200»                               | Ignasi Tarruella                            | Josep Maria Benet i Jornet                    | 12 de novembre de 2007                      |                                             |
| La Berta planifica un sopar sorpresa per l'aniversari del Monràs. El Jaume està content però atabalat amb la reobertura de Can Rata. L'Esteve regala un equip de fúting al Xavi. |                                             |                                             |                                             |                                               |                                             |                                             |
| 201 | 18                                          | «Episodi 201»                               | Ignasi Tarruella                            | Josep Maria Benet i Jornet                    | 13 de novembre de 2007                      |                                             |
| La Clara veu que l'Enric té un col·lapse de pacients i que es comporta de manera obsessiva. El Monràs s'ho fa venir bé perquè la Berta estigui tot el dia fora de Ventdelplà. |                                             |                                             |                                             |                                               |                                             |                                             |
| 202 | 19                                          | «Episodi 202»                               | Eva Norverto                                | Josep Maria Benet i Jornet                    | 19 de novembre de 2007                      |                                             |
| La Mònica es desmunta amb el Xavi. La Nicole vol parlar amb la Mònica, però el Julià creu que és millor deixar-la estar. El Julià, però, pren consciència que evitar la Mònica al poble serà impossible. |                                             |                                             |                                             |                                               |                                             |                                             |
| 203 | 20                                          | «Episodi 203»                               | Eva Norverto                                | Josep Maria Benet i Jornet & Laia Aguilar     | 20 de novembre de 2007                      |                                             |
| El Monràs vol comprar un anell a la Berta, però la Mònica li aconsella que respecti el temps que ella li ha demanat. El Julià li diu a la Nicole que no li pot prometre res, que està fet un embolic. |                                             |                                             |                                             |                                               |                                             |                                             |
| 204 | 21                                          | «Episodi 204»                               | Sense determinar                            | Josep Maria Benet i Jornet                    | 26 de novembre de 2007                      |                                             |
| La Teresa demana a l'Enric que no faci proves innecessàries als pacients. L'Enric demana ajuda a la Teresa per fer un diagnòstic a la Dora, que s'espanta en veure tant d'enrenou. |                                             |                                             |                                             |                                               |                                             |                                             |
| 205 | 22                                          | «Episodi 205»                               | Carmen Pérez                                | Josep Maria Benet i Jornet                    | 27 de novembre de 2007                      |                                             |
| L'Alba té un comportament estrany i el Biel ho nota. La nena li diu a la Roser que té un secret amb el Genís. La Teresa demana a l'Enric que no faci proves innecessàries als pacients. |                                             |                                             |                                             |                                               |                                             |                                             |
| 206 | 23                                          | «Episodi 206»                               | Abigail Schaaff                             | Josep Maria Benet i Jornet                    | 3 de desembre de 2007                       |                                             |
| El Genís fingeix que no es troba bé i li diu a la Teresa que la Nuri l'ha deixat. La Nuri, confosa i trista, explica a la Roser que encara no entén per què han tallat. La Berta pregunta al Paco si estaria disposat a treballar al súper. La Marcela i l'Ester admeten que no poden pagar les obres.                                                                               |                                             |                                             |                                             |                                               |                                             |                                             |
| 207 | 24                                          | «Episodi 207»                               | Abigail Schaaff                             | Josep Maria Benet i Jornet                    | 4 de desembre de 2007                       |                                             |
| A la Teresa li han trobat sucre a la sang i està preocupada. La Roser va amb el Roger a parlar amb el Genís, però no el troben. La Nuri vol donar una oportunitat a la seva relació amb el Genís. |                                             |                                             |                                             |                                               |                                             |                                             |
| 208 | 25                                          | «Episodi 208»                               | Ignasi Tarruella                            | Josep Maria Benet i Jornet & Laia Aguilar     | 10 de desembre de 2007                      |                                             |
| La Teresa fa dies que no sap res del Genís i es planteja trucar-li. L'Enric recomana un medicament al Mingo i ell li diu que és un bon metge. |                                             |                                             |                                             |                                               |                                             |                                             |
| 209 | 26                                          | «Episodi 209»                               | Ignasi Tarruella                            | Josep Maria Benet i Jornet                    | 11 de desembre de 2007                      |                                             |
| La Roser rep una trucada del Benet i queden que ell la tornarà a trucar per veure's més tard. El Genís parla amb el Benet pel mòbil i se'n va de Ventdelplà. El Xavi diu a la Isona que ahir van fer una festa de comiat al Pau. |                                             |                                             |                                             |                                               |                                             |                                             |
| 210 | 27                                          | «Episodi 210»                               | Carmen Pérez                                | Josep Maria Benet i Jornet                    | 17 de desembre de 2007                      |                                             |
| La Teresa parla amb la Roser de l'estat d'en Benet. Com que està moixa perquè la Isona marxa de casa, la Teresa convida en Genís a dinar. La Isona diu a la seva mare que té clar que haurà de treballar per independitzar-se. |                                             |                                             |                                             |                                               |                                             |                                             |
| 211 | 28                                          | «Episodi 211»                               | Carmen Pérez                                | Josep Maria Benet i Jornet                    | 18 de desembre de 2007                      |                                             |
| La Isona se'n va de casa i la Teresa li diu que sempre tindrà les portes obertes. En Biel fa un regal de comiat a la seva germana. En Genís proposa anar al cine la mateixa tarda per tal d'animar en Biel. |                                             |                                             |                                             |                                               |                                             |                                             |
| 212 | 29                                          | «Episodi 212»                               | Abigail Schaaff & Jesús Segura              | Josep Maria Benet i Jornet                    | 7 de gener de 2008                          |                                             |
| El Genís convida la Teresa a sopar, però ella no pensa anar-hi. Tot i així, la Isona arriba amb un missatge d'ell: la recollirà més tard per anar a sopar. La Teresa truca al Roger i li explica el que passa. El Genís prepara una pistola i dues bales. |                                             |                                             |                                             |                                               |                                             |                                             |
| 213 | 30                                          | «Episodi 213»                               | Abigail Schaaff & Jesús Segura              | Josep Maria Benet i Jornet                    | 8 de gener de 2008                          |                                             |
| La Teresa s'ha fet una revisió mèdica i truca al David per explicar-l'hi tot. La Teresa diu al Biel i a la Isona que el David tornarà aviat. La Nuri es desmunta davant de la Roser i li explica que se sent com una merda. |                                             |                                             |                                             |                                               |                                             |                                             |
| 214 | 31                                          | «Episodi 214»                               | Jesús Segura & Ignasi Tarruella             | Josep Maria Benet i Jornet                    | 14 de gener de 2008                         |                                             |
| La Teresa anirà a parlar amb l'Artur. El David s'ofereix per acompanyar-la, però ella hi vol anar sola. La Lluïsa explica al Ricard que l'amo de l'hotel era el Monràs. |                                             |                                             |                                             |                                               |                                             |                                             |
| 215 | 32                                          | «Episodi 215»                               | Jesús Segura & Ignasi Tarruella             | Josep Maria Benet i Jornet                    | 15 de gener de 2008                         |                                             |
| La Isona no dona l'abast amb la feina de la consulta i la facultat. El Julià s'acomiada del David i la Teresa. La Nicole fa el mateix amb el Jaume. El Ferran anima a la Mònica a escriure una gran novel·la, però quan va més enllà i li proposa d'anar a una casa al camp, ella li diu que no. La Berta reconeix a la Dora que es planteja donar una segona oportunitat al Monràs. |                                             |                                             |                                             |                                               |                                             |                                             |

## Cinquena temporada
| Episodis de la cinquena temporada (216 - 271) | Episodis de la cinquena temporada (216 - 271) | Episodis de la cinquena temporada (216 - 271) | Episodis de la cinquena temporada (216 - 271) | Episodis de la cinquena temporada (216 - 271) | Episodis de la cinquena temporada (216 - 271) | Episodis de la cinquena temporada (216 - 271) |
| Núm. | #                                             |                                               | Director                                      | Guionista                                     | Data d'emissió                                |                                               |
| --- | --------------------------------------------- | --------------------------------------------- | --------------------------------------------- | --------------------------------------------- | --------------------------------------------- | --------------------------------------------- |
| 216 | 1                                             | «Episodi 216»                                 | Jesús Segura                                  | Josep Maria Benet i Jornet & Laia Aguilar     | 28 d'abril de 2008                            |                                               |
| Un home, amb les mans ensangonades i una ferida, apareix als voltants del poble. Només pronuncia una paraula: "Ventdelplà". Els companys del David el collen perquè accepti la direcció del bufet a la nova seu de Barcelona. L'Albert i la Bruna visiten la família. |                                               |                                               |                                               |                                               |                                               |                                               |
| 217 | 2                                             | «Episodi 217»                                 | Jesús Segura                                  | Josep Maria Benet i Jornet & Laia Aguilar     | 29 d'abril de 2008                            |                                               |
| El David i la Teresa intenten animar el Biel, que no acaba d'entendre els embolics del David amb la feina. L'Alba, a més, tampoc no li dona suport perquè pensa que es comporta com una criatura. La Nuri vol descobrir la identitat de l'home que acaba d'arribar a "Ventdelplà". |                                               |                                               |                                               |                                               |                                               |                                               |
| 218 | 3                                             | «Episodi 218»                                 | Ignasi Tarruella                              | Josep Maria Benet i Jornet & Laia Aguilar     | 5 de maig de 2008                             |                                               |
| La crisi entre l'Enric i la Isona arriba a un punt límit; ella es planteja deixar el pis i tornar a casa de la mare. La Teresa se sorprèn que la Isona l'hagi deixat al marge dels seus problemes. La Cristina es vol fer una operació d'augment de pit. La Teresa no ho creu necessari, però, a petició de la noia, sol·licita unes anàlisis completes.                                                                            |                                               |                                               |                                               |                                               |                                               |                                               |
| 219 | 4                                             | «Episodi 219»                                 | Ignasi Tarruella                              | Josep Maria Benet i Jornet & Laia Aguilar     | 6 de maig de 2008                             |                                               |
| La Cristina està molt irritable amb el Martí. La Nuri reconeix a la Isona que, malgrat que ha patit, no renuncia a tornar a enamorar-se. L'Alba desconfia del Gabriel i convenç el Biel perquè l'ajudi a espiar-lo. La Dora i la Berta volen fer campanya pels seus marits convençudes que això no serà un conflicte entre elles.                                                                                                   |                                               |                                               |                                               |                                               |                                               |                                               |
| 220 | 5                                             | «Episodi 220»                                 | Carmen Pérez                                  | Josep Maria Benet i Jornet & Laia Aguilar     | 12 de maig de 2008                            |                                               |
| El Martí defuig la Cristina. El Xavi arriba i anuncia que es casa amb l'Esteve. La Cristina no aguanta més la tensió i s'ensorra davant del seu amic. El Jaume rondina perquè l'Esteve es casarà. Ell prova d'explicar-li els seus motius. El Gabriel veu una foto de la Mònica a casa del Monràs. La Nuri li explica la història de la noia.                                                                                       |                                               |                                               |                                               |                                               |                                               |                                               |
| 221 | 6                                             | «Episodi 221»                                 | Carmen Pérez                                  | Josep Maria Benet i Jornet & Laia Aguilar     | 13 de maig de 2008                            |                                               |
| La Isona troba el Martí dormint a casa de la Teresa i li recomana que arregli les coses amb la noia. L'Esteve demana al Jaume que no vagi al casament si no sap comportar-se. El Jaume s'empipa i diu que no hi anirà. El Xavi va de bòlit preparant la cerimònia. |                                               |                                               |                                               |                                               |                                               |                                               |
| 222 | 7                                             | «Episodi 222»                                 | Abigail Schaaff                               | Josep Maria Benet i Jornet & Laia Aguilar     | 19 de maig de 2008                            |                                               |
| El Martí s'adona que la Cristina ha marxat i confessa que se sent alliberat, però que encara estima la noia. El Gabriel descobreix que la Roser s'allotjarà a la casa rural. El Monràs veu el Julià pel carrer, però l'altre fuig abans que no pugui aturar-lo. El Jaume se n'assabenta i decideix trucar a la Nicole. La Marcela no es troba bé.                                                                                   |                                               |                                               |                                               |                                               |                                               |                                               |
| 223 | 8                                             | «Episodi 223»                                 | Abigail Schaaff                               | Josep Maria Benet i Jornet & Laia Aguilar     | 20 de maig de 2008                            |                                               |
| El Martí intenta a contracor acceptar la decisió de la Cristina. La Cristina s'avergonyeix quan l'Elisabet es posa impertinent amb una infermera. La Roser reconeix al Jaume que el Gabriel la va incomodar. El Jaume aconsella al Gabriel que no atabali la Roser. Al Ramiro li toca ser vocal al col·legi electoral. La Marcela ha d'obrir el bar, però està molt cansada. El Monràs s'ofereix per acompanyar la Conxita a votar. |                                               |                                               |                                               |                                               |                                               |                                               |
| 224 | 9                                             | «Episodi 224»                                 | Kiko Ruiz                                     | Josep Maria Benet i Jornet & Laia Aguilar     | 26 de maig de 2008                            |                                               |
| La Nuri comença a desconfiar del Gabriel i les explicacions que ell li dona no fan res més que empitjorar la situació. Tant ella com la Teresa tenen encara ben viu el record del Genís. La Teresa no aconsegueix posar-se en contacte amb el Julià quan s'assabenta que és a Barcelona. |                                               |                                               |                                               |                                               |                                               |                                               |
| 225 | 10                                            | «Episodi 225»                                 | Kiko Ruiz                                     | Josep Maria Benet i Jornet & Laia Aguilar     | 28 de maig de 2008                            |                                               |
| La Nuri té mala consciència pel que fa al Gabriel. La Teresa prova de tranquil·litzar la seva amiga. L'Alícia ve a signar la compra de la casa i queda amb la Teresa per ensenyar-l'hi. La Teresa s'assabenta per la seva amiga que el Julià és a Barcelona i que passa un mal moment. |                                               |                                               |                                               |                                               |                                               |                                               |
| 226 | 11                                            | «Episodi 226»                                 | Ignasi Tarruella                              | Josep Maria Benet i Jornet & Laia Aguilar     | 2 de juny de 2008                             |                                               |
| La Roser s'encara a un alumne conflictiu: l'Alan. Més tard, al pati de l'escola, el mateix noi és a punt de fer molt mal a un company i un altre cop és la Roser qui es posa entremig. El Jaume proposa al Monràs que demani ajuda al Julià per poder passar la inspecció. |                                               |                                               |                                               |                                               |                                               |                                               |
| 227 | 12                                            | «Episodi 227»                                 | Ignasi Tarruella                              | Josep Maria Benet i Jornet & Laia Aguilar     | 3 de juny de 2008                             |                                               |
| La policia persegueix la Thaïs, que fuig amb el cotxe de la Svetlana. La Teresa i la Nuri intenten convèncer el Julià perquè accepti la proposta de l'Alícia. El Benet tem que la gent pensi que té alguna cosa a veure amb el robatori de la càrrega del camió. De fet, el Paco ja comença a dubtar de la seva innocència. |                                               |                                               |                                               |                                               |                                               |                                               |
| 228 | 13                                            | «Episodi 228»                                 | Carmen Pérez                                  | Josep Maria Benet i Jornet & Laia Aguilar     | 9 de juny de 2008                             |                                               |
| La Teresa i la Svetlana demanen a la Thaïs que no estigui en contacte amb l'Edu, però ell es presenta a casa de la Teresa i exigeix veure la seva nòvia. El Julià no es troba bé al poble perquè sent que tothom li dona la culpa de la ruptura amb la Nicole i amb la Mònica. |                                               |                                               |                                               |                                               |                                               |                                               |
| 229 | 14                                            | «Episodi 229»                                 | Carmen Pérez                                  | Josep Maria Benet i Jornet & Laia Aguilar     | 10 de juny de 2008                            |                                               |
| La Roser comença a tenir dubtes sobre el tipus de relació que tenen el Benet i la Raquel. El Miki continua pressionant el Benet perquè s'afegeixi a la banda en el següent robatori. El Paco pregunta al Jaume i a la Teresa pel Julià i ells li responen amb incomoditat perquè tots dos han discutit amb el seu amic. |                                               |                                               |                                               |                                               |                                               |                                               |
| 230 | 15                                            | «Episodi 230»                                 | Abigail Schaaff                               | Josep Maria Benet i Jornet & Laia Aguilar     | 16 de juny de 2008                            |                                               |
| La Marcela no acaba d'estar contenta amb la seva nova jove i ho insinua al Quim. La Meritxell és a prop i ho sent tot. La Mònica assegura al Monràs que no l'afecta que en Julià hagi tornat a Ventdelplà. La Raquel se sent culpable per haver perjudicat en Benet davant la Roser. |                                               |                                               |                                               |                                               |                                               |                                               |
| 231 | 16                                            | «Episodi 231»                                 | Abigail Schaaff                               | Josep Maria Benet i Jornet & Laia Aguilar     | 17 de juny de 2008                            |                                               |
| La Cristina continua baixa de moral pel que va passar amb el Ferran. La Rosalia entra a treballar com a dona de la neteja al pis de la Cristina i s'assabenta que és seropositiva. La dona no triga a escampar-ho pel poble. L'Enric arriba al poble després del viatge al Sàhara. |                                               |                                               |                                               |                                               |                                               |                                               |
| 232 | 17                                            | «Episodi 232»                                 | Kiko Ruiz                                     | Josep Maria Benet i Jornet & Laia Aguilar     | 23 de juny de 2008                            |                                               |
| L'Ester descobreix la història d'en Gabriel, el seu "conegut" de Lleida. La Nuri truca a comissaria per informar-los del que està passant. La Dominique surt de la presó. Ella i el seu marit han localitzat el Fèlix a Ventdelplà i es disposen a recuperar el seu "fill". El Julià s'encara amb el Martí per l'assumpte de les pastilles, però el noi es tanca en banda.                                                          |                                               |                                               |                                               |                                               |                                               |                                               |
| 233 | 18                                            | «Episodi 233»                                 | Kiko Ruiz                                     | Josep Maria Benet i Jornet & Laia Aguilar     | 24 de juny de 2008                            |                                               |
| La Nuri i la Teresa lamenten haver jutjat en Gabriel sense saber ni tan sols qui era. En Martí no aixeca cap i tot plegat fa que es plantegi la possibilitat d'abandonar el poble durant una temporada. La Teresa i en David s'adonen que la distància els està separant. En Paco aconsella a en Ramiro que estigui més per la Marcela perquè no s'adoni de l'atracció que sent per la Meritxell.                                   |                                               |                                               |                                               |                                               |                                               |                                               |
| 234 | 19                                            | «Episodi 234»                                 | Ignasi Tarruella                              | Josep Maria Benet i Jornet & Laia Aguilar     | 30 de juny de 2008                            |                                               |
| La Cristina convida l'Enric a sopar. La Raquel explica a la Cristina que és incapaç de mantenir una relació estable amb cap home. La Marcela reacciona distant a les mostres d'afecte del Ramiro. El Paco aconsella al seu amic que, si les coses es posen magres, ho negui tot. La Meritxell encara empitjora la situació quan demana al Ramiro que l'acompanyi a fer fotos i diu a la Marcela com n'és d'afectuós el seu marit.   |                                               |                                               |                                               |                                               |                                               |                                               |
| 235 | 20                                            | «Episodi 235»                                 | Ignasi Tarruella                              | Josep Maria Benet i Jornet & Laia Aguilar     | 1 de juliol de 2008                           |                                               |
| La Dora ha d'anar a la perruqueria però es desorienta i es perd pel bosc. El Paco i el Llibert s'amoïnen en no saber-ne res. La Cristina i la Raquel tenen una fuita d'aigua al pis. Les dues noies demanen ajuda al Benet, però ell ho amaga a la Roser. La Meritxell i la Marcela esperen l'arribada del Quim. La dona demana indirectament a la seva jove que es tapi.                                                           |                                               |                                               |                                               |                                               |                                               |                                               |
| 236 | 21                                            | «Episodi 236»                                 | Carmen Pérez                                  | Josep Maria Benet i Jornet & Laia Aguilar     | 7 de juliol de 2008                           |                                               |
| La Teresa i el Biel discuteixen perquè ell va una mica fluix a l'escola i no ha fet els deures. L'Alba també s'enfada amb el Biel, perquè pensa que es comporta com una criatura. El Monràs reomple innecessàriament la seva piscina i el multen per fer un mal ús de l'aigua. La Raquel es reincorpora a la feina. La seva relació amb el Julià no pot anar millor.                                                                |                                               |                                               |                                               |                                               |                                               |                                               |
| 237 | 22                                            | «Episodi 237»                                 | Carmen Pérez                                  | Josep Maria Benet i Jornet & Laia Aguilar     | 8 de juliol de 2008                           |                                               |
| La Teresa intenta mostrar-se comprensiva amb el Biel, però ell continua rebel. La Raquel fa costat al Julià i l'Alícia els enxampa embolicant-se. L'Enric i la Cristina esmorzen junts. La Isona els veu i els defuig. La Roser fa reconèixer a la Nuri que s'ho va passar bé amb el Jordi i l'anima a fer un pas més. El Monràs reconeix al Jordi que tenia raó en censurar la seva actuació en l'assumpte de l'aigua.             |                                               |                                               |                                               |                                               |                                               |                                               |
| 238 | 23                                            | «Episodi 238»                                 | Abigail Schaaff                               | Josep Maria Benet i Jornet & Laia Aguilar     | 14 de juliol de 2008                          |                                               |
| La Teresa i el David són feliços davant l'expectativa de tornar a viure junts. Mentre es pentina, la Teresa es troba una taca al cap i queda preocupada. El Monràs ha de fer repòs després de l'ensurt que va tenir i la Mònica arriba per cuidar-lo. |                                               |                                               |                                               |                                               |                                               |                                               |
| 239 | 24                                            | «Episodi 239»                                 | Abigail Schaaff                               | Josep Maria Benet i Jornet & Laia Aguilar     | 15 de juliol de 2008                          |                                               |
| La Teresa està molt amoïnada pels resultats de la biòpsia i no pot dormir. El Jordi fa el primer pas per acostar-se sexualment a la Nuri, però ella es fa enrere. El Monràs no fa bondat com a malalt. L'home presenta en Lari i en Julià i entre ells no hi ha gaires bones vibracions. |                                               |                                               |                                               |                                               |                                               |                                               |
| 240 | 25                                            | «Episodi 240»                                 | Kiko Ruiz                                     | Josep Maria Benet i Jornet & Laia Aguilar     | 21 de juliol de 2008                          |                                               |
| La Teresa oculta als seus fills l'autèntica gravetat de la seva malaltia. La Dora amaga al Llibert les seves visites mèdiques. El Jaume i la Isabel ultimen els detalls del casament amb el Llibert. La Mònica i el Lari es fan el primer petó. El Monràs està a punt d'enxampar-los. |                                               |                                               |                                               |                                               |                                               |                                               |
| 241 | 26                                            | «Episodi 241»                                 | Kiko Ruiz                                     | Josep Maria Benet i Jornet & Laia Aguilar     | 22 de juliol de 2008                          |                                               |
| El David està fotut per la malaltia de la Teresa i és ella qui l'anima. La Teresa se sent en plenitud, la seva vida és com ella sempre havia desitjat. El Monràs s'adona de la relació del Lari i la Mònica i fa plans per a la parella. La Mònica li para els peus. |                                               |                                               |                                               |                                               |                                               |                                               |
| 242 | 27                                            | «Episodi 242»                                 | Ignasi Tarruella                              | Josep Maria Benet i Jornet & Laia Aguilar     | 15 de setembre de 2008                        |                                               |
| La Teresa passa molts nervis i té malsons abans de l'operació. El Jaume i la Isabel miren fotos de la boda. Ella vol fer un viatge, però el Jaume pensa que és molt car. El Ramiro i el Paco li diuen que és un rata. El Julià defuig la Nicole, que acaba d'arribar a Ventdelplà. La Dora confon el nom del Marc amb el del Lluc i el Llibert comença a adonar-se del que li passa.                                                |                                               |                                               |                                               |                                               |                                               |                                               |
| 243 | 28                                            | «Episodi 243»                                 | Ignasi Tarruella                              | Josep Maria Benet i Jornet & Laia Aguilar     | 16 de setembre de 2008                        |                                               |
| El Jaume s'empipa perquè la Teresa i el David l'han deixat al marge de tot l'assumpte de l'operació. La Teresa no agafa el telèfon quan la truquen per oferir-li una feina a Barcelona. Ara que és el moment de fer el pas, la Teresa no té clar si vol anar-se'n del poble. La Dora demana al Llibert que no la tracti com una malalta, perquè no vol que tothom s'adoni del que li passa.                                         |                                               |                                               |                                               |                                               |                                               |                                               |
| 244 | 29                                            | «Episodi 244»                                 | Carmen Pérez                                  | Josep Maria Benet i Jornet & Laia Aguilar     | 22 de setembre de 2008                        |                                               |
| La Thaïs i el Martí tornen a Ventdelplà. Tots dos coincideixen a l'autobús i parlen sobre les seves últimes experiències: la feina d'ella i el desamor d'ell. Tot i així, l'arribada del Martí no és gaire alegre, ja que el primer que veu és l'Enric i la Cristina fent-se un petó. El Julià no entén perquè la Raquel no vol anar a viure amb ell.                                                                               |                                               |                                               |                                               |                                               |                                               |                                               |
| 245 | 30                                            | «Episodi 245»                                 | Carmen Pérez                                  | Josep Maria Benet i Jornet & Laia Aguilar     | 23 de setembre de 2008                        |                                               |
| L'Enric felicita l'aniversari a la Cristina amb un regal molt exclusiu. Ella vol fer una festa d'aniversari i l'Enric s'adona que haurà de trobar-se amb la Isona. L'Elisabet, en canvi, oblida que és l'aniversari de la seva filla. La Teresa veu la marxa de la Dora del súper com una oportunitat laboral per a la Thaïs. |                                               |                                               |                                               |                                               |                                               |                                               |
| 246 | 31                                            | «Episodi 246»                                 | Abigail Schaaff                               | Josep Maria Benet i Jornet & Laia Aguilar     | 29 de setembre de 2008                        |                                               |
| La Nuri i el Jordi descobreixen que l'Alba té parella. La Isona nega davant del Martí que encara estimi l'Enric. La Dora i el Llibert se'n van de viatge per Europa i el Paco i la Ruth es queden a càrrec del súper. |                                               |                                               |                                               |                                               |                                               |                                               |
| 247 | 32                                            | «Episodi 247»                                 | Abigail Schaaff                               | Josep Maria Benet i Jornet & Laia Aguilar     | 30 de setembre de 2008                        |                                               |
| L'Alfons confessa a la Nuri que ella ha estat la dona més important a la seva vida. La Paula arriba a Ventdelplà per estar-s'hi una bona temporada. La Ruth parla dels seus problemes amb el Paco: la parella fa gairebé un mes que no fa l'amor. |                                               |                                               |                                               |                                               |                                               |                                               |
| 248 | 33                                            | «Episodi 248»                                 | Kiko Ruiz                                     | Josep Maria Benet i Jornet & Laia Aguilar     | 6 d'octubre de 2008                           |                                               |
| Una trucada a la matinada desperta la Teresa. Les males notícies no es fan esperar i la Teresa de seguida avisa la Nuri. El Manel ha passat la nit amb la Nicole. Al matí surt d'amagat de l'habitació de la noia, però no pot evitar topar-se amb la Isabel. La Mònica no avança amb la novel·la i en Monràs i la Berta la convencen perquè es quedi a Ventdelplà per escriure tranquil·la.                                        |                                               |                                               |                                               |                                               |                                               |                                               |
| 249 | 34                                            | «Episodi 249»                                 | Kiko Ruiz                                     | Josep Maria Benet i Jornet & Laia Aguilar     | 7 d'octubre de 2008                           |                                               |
| L'Imma, l'Aleix i el Ricard venen a deixar les cendres de l'Alfons a la tomba del Gustau. L'Imma explica a la Teresa que la idea d'incinerar l'Alfons va ser cosa dels seus fills. El Manel no s'amaga d'haver passat la nit amb la Nicole. El Jaume retreu a la Isabel que no li digués que la Nicole i el Manel s'han tornat a embolicar i ella li respon que si no va dir res és perquè ell no li parla.                         |                                               |                                               |                                               |                                               |                                               |                                               |
| 250 | 35                                            | «Episodi 250»                                 | Jesús Segura                                  | Josep Maria Benet i Jornet & Laia Aguilar     | 10 d'octubre de 2008                          |                                               |
| La Mònica intenta escriure la seva novel·la, però el Ramiro no para de destorbar-la. La Teresa li demana que si escriu una novel·la la faci ser a ella la dolenta de la pel·lícula. La Mònica comença a cavil·lar, i el món de la seva novel·la comença a prendre vida... |                                               |                                               |                                               |                                               |                                               |                                               |
| 251 | 36                                            | «Episodi 251»                                 | Jesús Segura                                  | Josep Maria Benet i Jornet & Laia Aguilar     | 14 d'octubre de 2008                          |                                               |
| La Mònica continua escrivint la seva novel·la. L'Enric s'ha de casar amb la Isona. És per això que ell i la Mònica dissimulen per fer veure que no es coneixen. El Julià vol parlar amb la Teresa perquè no els embargui el súper. |                                               |                                               |                                               |                                               |                                               |                                               |
| 252 | 37                                            | «Episodi 252»                                 | Ignasi Tarruella                              | Josep Maria Benet i Jornet & Laia Aguilar     | 20 d'octubre de 2008                          |                                               |
| La Nuri ha rebut una carta intrigant de l'Alfons. En Martí i la Thaïs senten atracció l'un per l'altre, però no fan cap pas. L'escola oferirà als alumnes la possibilitat de fer un intercanvi per anar a Anglaterra. La Ruth admet davant la Marcela que ella i en Paco no fan sexe a causa de l'estrès. En Julià s'acomiada de l'Alícia i la Cristina es planteja anar a estudiar a Florència.                                    |                                               |                                               |                                               |                                               |                                               |                                               |
| 253 | 38                                            | «Episodi 253»                                 | Ignasi Tarruella                              | Josep Maria Benet i Jornet & Laia Aguilar     | 21 d'octubre de 2008                          |                                               |
| El camell de Thaïs li reclama els diners que ella i l'Edu li devien. En Martí vol normalitzar la situació amb la Thaïs, però ella està molt trasbalsada. La Ruth es culpabilitza del problema d'en Paco i ell no té paciència amb ella. L'Enric no té cap intenció d'instal·lar-se al pis de la Cristina, malgrat que ella li ho insinuï.                                                                                           |                                               |                                               |                                               |                                               |                                               |                                               |
| 254 | 39                                            | «Episodi 254»                                 | Carmen Pérez                                  | Josep Maria Benet i Jornet & Laia Aguilar     | 27 d'octubre de 2008                          |                                               |
| La Teresa vol advertir Martí sobre Thaïs, però no troba la manera de fer-ho. Avui es llegeix el testament de l'Alfons, però, sorprenentment, la Nuri no hi ha estat citada. La Dora i el Llibert arriben de Rússia. El Monràs els adverteix que Paco no ha sabut fer-se càrrec del súper. |                                               |                                               |                                               |                                               |                                               |                                               |
| 255 | 40                                            | «Episodi 255»                                 | Carmen Pérez                                  | Josep Maria Benet i Jornet & Laia Aguilar     | 28 d'octubre de 2008                          |                                               |
| La Teresa i la Nuri han rebut notícies del Biel i l'Alba des de Londres. El David arriba a Ventdelplà per sorpresa. La Teresa s'adona que entre en Martí i la Thaïs hi ha alguna cosa més que amistat, i demana a en David que parli amb el seu fill. El Monràs es queixa al Llibert que les seves dones no els hagin consultat el traspàs del súper.                                                                               |                                               |                                               |                                               |                                               |                                               |                                               |
| 256 | 41                                            | «Episodi 256»                                 | Abigail Schaaff                               | Josep Maria Benet i Jornet & Laia Aguilar     | 3 de novembre de 2008                         |                                               |
| Avui es fa l'acte de presentació de la Fundació Gustau Trias. El Julià acompanya la Teresa, però li amaga el veritable motiu pel qual el David ha marxat al Canadà. La Cristina està entusiasmada pel viatge a Florència, però veu l'Enric poc il·lusionat per anar-la a veure el proper pont. La tensió entre el Jaume i la Isabel segueix, perquè avui es resolen les al·legacions contra la taxa.                                |                                               |                                               |                                               |                                               |                                               |                                               |
| 257 | 42                                            | «Episodi 257»                                 | Abigail Schaaff                               | Josep Maria Benet i Jornet & Laia Aguilar     | 4 de novembre de 2008                         |                                               |
| La Teresa i la Isona van a l'enterrament de la tieta de l'Enric. Ell li explica a Cristina el que ha passat, però li prohibeix que torni. El Jaume està malalt i la Isabel està força amoïnada. Les analítiques indiquen que té anèmia, però la Teresa està convençuda que hi ha alguna cosa més. |                                               |                                               |                                               |                                               |                                               |                                               |
| 258 | 43                                            | «Episodi 258»                                 | Kiko Ruiz                                     | Josep Maria Benet i Jornet & Laia Aguilar     | 10 de novembre de 2008                        |                                               |
| La Teresa comença a sospitar que alguna cosa no encaixa en la mort de l'Alfons, però la Nuri no es pot creure el que li diu la seva amiga. Per la seva banda, en Ricard i l'Aleix discuteixen sobre els diners: en Ricard vol vendre l'empresa principal, encara que aquesta no era la voluntat del seu pare. |                                               |                                               |                                               |                                               |                                               |                                               |
| 259 | 44                                            | «Episodi 259»                                 | Kiko Ruiz                                     | Josep Maria Benet i Jornet & Laia Aguilar     | 11 de novembre de 2008                        |                                               |
| La Teresa i la Nuri han trobat noves proves que confirmarien el suposat assassinat d'Alfons, però totes dues prefereixen esperar que Raquel els doni el seu vistiplau. La Teresa descobreix qui és l'assassí, però ara que ho sap la seva vida corre perill. El Monràs s'allotja a Can Rata, fet que desagrada Isabel... |                                               |                                               |                                               |                                               |                                               |                                               |
| 260 | 45                                            | «Episodi 260»                                 | Ignasi Tarruella                              | Josep Maria Benet i Jornet & Laia Aguilar     | 17 de novembre de 2008                        |                                               |
| La Teresa ha descobert per fi qui és l'assassí de l'Alfons, però la seva intromissió li hauria pogut costar la vida. Trasbalsada, s'abraça al Julià. La Raquel s'adona del fort vincle que els uneix. El Biel arriba de la seva estada a Anglaterra i es mostra molt comunicatiu amb la seva mare. |                                               |                                               |                                               |                                               |                                               |                                               |
| 261 | 46                                            | «Episodi 261»                                 | Ignasi Tarruella                              | Josep Maria Benet i Jornet & Laia Aguilar     | 18 de novembre de 2008                        |                                               |
| El Jordi i la Nuri continuen barallats per les seves discrepàncies sobre el comportament de l'Alba. El Monràs retreu al Jordi que no està prou concentrat amb la feina: ha trobat errors en la comptabilitat de les granges. La Paula passarà el cap de setmana amb el seu fill, que és diabètic. La Teresa nota que l'Enric fa mala cara.                                                                                          |                                               |                                               |                                               |                                               |                                               |                                               |
| 262 | 47                                            | «Episodi 262»                                 | Abigail Schaaff                               | Josep Maria Benet i Jornet & Laia Aguilar     | 24 de novembre de 2008                        |                                               |
| La Teresa confirma a la Isona que les pastilles de l'Enric són ansiolítics i creen addicció. Ella el vol ajudar, però el metge està fora de control. La Teresa consola la Nuri, que no sap com resoldre el problema amb el Jordi i l'Alba. |                                               |                                               |                                               |                                               |                                               |                                               |
| 263 | 48                                            | «Episodi 263»                                 | Abigail Schaaff                               | Josep Maria Benet i Jornet & Laia Aguilar     | 25 de novembre de 2008                        |                                               |
| L'Enric neteja la sang del cotxe. De cop, el penediment i la idea de portar aquest pes a la consciència tota la vida l'aturen. La Isona queda parada quan veu que una grua s'emporta el cotxe de l'Enric. En Jordi comunica a en Jaume i a la Isabel que té pensat abandonar el poble. |                                               |                                               |                                               |                                               |                                               |                                               |
| 264 | 49                                            | «Episodi 264»                                 | Carmen Pérez                                  | Josep Maria Benet i Jornet & Laia Aguilar     | 1 de desembre de 2008                         |                                               |
| L'Enric i la Isona temen haver-se equivocat. L'Enric agraeix a la Thaïs la seva ajuda en haver detectat la seva addicció. L'Alba reacciona amb il·lusió quan s'assabenta que el Jordi serà el seu pare adoptiu. La Dora s'ho passa bé als assajos i estudia de valent el seu paper, però quan no se'n recorda els companys es preocupen.                                                                                            |                                               |                                               |                                               |                                               |                                               |                                               |
| 265 | 50                                            | «Episodi 265»                                 | Carmen Pérez                                  | Josep Maria Benet i Jornet & Laia Aguilar     | 2 de desembre de 2008                         |                                               |
| El Martí culpa la Teresa de la marxa de la Thaïs. La Isona defensa el Martí i recrimina a la seva mare que es fiqui en la vida dels altres. El Jaume s'adona del trasbals del noi i li recomana que parli amb el David. La Cristina nota el Martí molt desmillorat, però ell li amaga el veritable abast de la seva crisi. |                                               |                                               |                                               |                                               |                                               |                                               |
| 266 | 51                                            | «Episodi 266»                                 | Kiko Ruiz                                     | Josep Maria Benet i Jornet & Laia Aguilar     | 8 de desembre de 2008                         |                                               |
| En Julià intenta calmar la Teresa, que no aconsegueix localitzar en David. En Biel veu la seva mare trista i planeja fer-li un sopar sorpresa. En Martí no es dona per vençut: vol trobar la Thaïs costi el que costi. En Jordi explica que va treballar amb la Núria Espert, però ningú no se'l creu. |                                               |                                               |                                               |                                               |                                               |                                               |
| 267 | 52                                            | «Episodi 267»                                 | Kiko Ruiz                                     | Josep Maria Benet i Jornet & Laia Aguilar     | 9 de desembre de 2008                         |                                               |
| La Teresa adverteix la Isona que no ha buscat la felicitat lluny de l'Enric. En Julià i en Jaume pateixen per en Martí. A l'ajuntament encara no han pogut trobat una habitació en un bon hotel per a la Núria Espert, que ha d'inaugurar el teatre. |                                               |                                               |                                               |                                               |                                               |                                               |
| 268 | 53                                            | «Episodi 268»                                 | Ignasi Tarruella                              | Josep Maria Benet i Jornet & Laia Aguilar     | 15 de desembre de 2008                        |                                               |
| La Teresa es desperta després d'un somni eròtic amb el Julià. Ell evita trobar-se-la pel poble. El Ventura, el pare del Jordi, es presenta a casa seva. La Roser creu que està embarassada, però encara no s'ha fet la prova. |                                               |                                               |                                               |                                               |                                               |                                               |
| 269 | 54                                            | «Episodi 269»                                 | Ignasi Tarruella                              | Josep Maria Benet i Jornet & Laia Aguilar     | 16 de desembre de 2008                        |                                               |
| El David agraeix al Julià tot el que ha fet durant la seva absència i promet a la Teresa que no la deixarà sola un altre cop. La Teresa, però, no acaba de creure-se'l després de tot el que ha patit. Finalment, el David explica el cas que l'ha mantingut allunyat de Ventdelplà. |                                               |                                               |                                               |                                               |                                               |                                               |
| 270 | 55                                            | «Episodi 270»                                 | Abigail Schaaff                               | Josep Maria Benet i Jornet & Laia Aguilar     | 22 de desembre de 2008                        |                                               |
| La tensió entre la Teresa i el David es fa evident malgrat els esforços de tots dos davant el Biel. Ella no té clar que les coses canviïn encara que el David es vengui la seva part del bufet. El Ventura diu al Jordi que ja ha explicat a l'Èlia que té un germà, però que encara no la pot veure perquè a ella li costa fer-se'n a la idea.                                                                                     |                                               |                                               |                                               |                                               |                                               |                                               |
| 271 | 56                                            | «Episodi 271»                                 | Abigail Schaaff                               | Josep Maria Benet i Jornet & Laia Aguilar     | 23 de desembre de 2008                        |                                               |
| La Raquel salva el Benet d'un sicari. Ell adverteix la Teresa que el David encara està en perill. Tota la família fa pinya per ajudar-lo. El Jordi se sent enfonsat després de la traïció del Ventura. La Ruth arriba del Perú i s'assabenta per la Berta que el Ramiro i el Paco estan enfadats. La Isabel té un pla per reconciliar els dos amics.                                                                                |                                               |                                               |                                               |                                               |                                               |                                               |

## Sisena temporada
| Episodis de la sisena temporada (272 - 337) | Episodis de la sisena temporada (272 - 337) | Episodis de la sisena temporada (272 - 337) | Episodis de la sisena temporada (272 - 337) | Episodis de la sisena temporada (272 - 337) | Episodis de la sisena temporada (272 - 337) | Episodis de la sisena temporada (272 - 337) |
| Núm. | #                                           |                                             | Director                                    | Guionista                                   | Data d'emissió                              |                                             |
| --- | ------------------------------------------- | ------------------------------------------- | ------------------------------------------- | ------------------------------------------- | ------------------------------------------- | ------------------------------------------- |
| 272 | 1                                           | «Episodi 272»                               | Kiko Ruiz                                   | Josep Maria Benet i Jornet                  | 11 de gener de 2009                         |                                             |
| El Llibert impedeix a la Teresa que vagi cap al cotxe incendiat. L'intendent Campillo es farà càrrec del cas. La Raquel s'assabenta que hi ha un altre mort a Ventdelplà. La Teresa, commocionada per la tragèdia, comunica secament al Biel i a la Isona que el David ha mort. La Isabel posa al corrent el Jaume i el Martí del que acaba de passar. El Julià recorda la clau de la caixa forta del banc que el David li va donar abans de morir. |                                             |                                             |                                             |                                             |                                             |                                             |
| 273 | 2                                           | «Episodi 273»                               | Kiko Ruiz                                   | Josep Maria Benet i Jornet                  | 12 de gener de 2009                         |                                             |
| En Julià es lamenta que la caixa forta del banc fos buida. La Raquel el convenç perquè no n'expliqui res a la Teresa. La policia s'enduu tota la documentació del David per a la investigació. La Roser s'atabala amb els preparatius que fa l'Ajuntament per al funeral d'en Benet. Ella pensa que no cal fer una cerimònia d'aquestes característiques i s'encara a la Teresa. |                                             |                                             |                                             |                                             |                                             |                                             |
| 274 | 3                                           | «Episodi 274»                               | Ignasi Tarruella                            | Josep Maria Benet i Jornet & Laia Aguilar   | 18 de gener de 2009                         |                                             |
| La Teresa recorda el que ha passat la nit anterior amb en Julià. L'Alícia dubta si anar a veure la Teresa i en Julià la convenç, perquè, en el fons, és ell qui té ganes de veure-la. En Jaume es queixa de l'actitud d'en Martí al funeral. L'Alícia i en Dani volen anar a viure junts a Barcelona i munten un sopar de comiat amb la Teresa i en Julià. |                                             |                                             |                                             |                                             |                                             |                                             |
| 275 | 4                                           | «Episodi 275»                               | Ignasi Tarruella                            | Josep Maria Benet i Jornet & Laia Aguilar   | 25 de gener de 2009                         |                                             |
| La Teresa confessa a la Nuri que va fer l'amor amb en Julià, però que no l'estima com a parella. Els Brincos s'il·lusionen amb una gran comanda que acaben de rebre, però abans de fer res ho hauran de consultar amb en Martí i la Isabel. La Cristina té clar que no recorrerà als contactes de la seva mare per aconseguir una feina. |                                             |                                             |                                             |                                             |                                             |                                             |
| 276 | 5                                           | «Episodi 276»                               | Carmen Pérez                                | Josep Maria Benet i Jornet                  | 26 de gener de 2009                         |                                             |
| En Ventura es presenta per parlar amb la Nuri. Ella no sap si posar en Jordi al corrent de la visita. El fill d'en Sergi, en Roger, no vol viure a Ventdelplà. En Jaume i la Isabel van atabalats per deixar-ho tot lligat abans d'anar-se'n viatge. L'Esteve s'agafa festa a la feina per estar amb el Xavi, però aquest el deixa plantat. |                                             |                                             |                                             |                                             |                                             |                                             |
| 277 | 6                                           | «Episodi 277»                               | Carmen Pérez                                | Josep Maria Benet i Jornet                  | 1 de febrer de 2009                         |                                             |
| En Sergi fa de mestre de la Cristina i li perdona els errors de principiant. La Nuri vol trobar l'adreça d'en Ventura d'amagat d'en Jordi i la Teresa li dona un cop de mà. La Nuri vol convèncer en Jordi que parli amb el seu pare ara que sap que està malalt. |                                             |                                             |                                             |                                             |                                             |                                             |
| 278 | 7                                           | «Episodi 278»                               | Carmen Pérez                                | Josep Maria Benet i Jornet                  | 2 de febrer de 2009                         |                                             |
| Actituds enfrontades respecte a en Ventura: en Jordi l'esquiva, l'Alba el rebutja i la Nuri intentar conciliar-los a tots. En Ventura vol saber quant de temps li queda i ho pregunta a la Teresa. En Roger no diu res del que ha descobert de la Cristina. La Raquel informa que han detingut els assassins d'en David i que el cas està tancat. |                                             |                                             |                                             |                                             |                                             |                                             |
| 279 | 8                                           | «Episodi 279»                               | Abigail Schaaff                             | Josep Maria Benet i Jornet & Laia Aguilar   | 8 de febrer de 2009                         |                                             |
| En Sergi confessa a l'Elisabet perquè s'ha decidit a buscar la Cristina. En Biel demana explicacions a en Julià, que reconeix que s'ha enamorat de la Teresa. En Roger aconsegueix que en Biel el convidi a dormir a casa seva. Els dos nens organitzen un joc de rol. En Julià descobreix que han desaparegut uns arxius sobre el cas d'en David. Una nena amb senyals de maltractament arriba al CAP. |                                             |                                             |                                             |                                             |                                             |                                             |
| 280 | 9                                           | «Episodi 280»                               | Ignasi Tarruella                            | Josep Maria Benet i Jornet                  | 9 de febrer de 2009                         |                                             |
| En Sergi s'enfronta amb en Roger per l'agressió a la nena de l'escola. El noi, però, reacciona malament. En Ventura prova d'acostar-se a en Jordi i el convida a pescar, però ell s'hi nega. En Julià entrega la PDA a la policia. L'Enric s'adona que la Clara no té vida privada. Fins i tot el seu aniversari el celebrarà tota sola. |                                             |                                             |                                             |                                             |                                             |                                             |
| 281 | 10                                          | «Episodi 281»                               | Ignasi Tarruella                            | Josep Maria Benet i Jornet                  | 15 de febrer de 2009                        |                                             |
| El Jordi i la Nuri s'amoïnen perquè no saben on és l'Alba. Al cap de poc, la nena apareix plena de cops i amb senyals d'alcohol i estupefaents. La Marcela té la cara plena de grans vermells i està convençuda que té la verola. La Isona està farta de la Clara perquè creu que és una pesada. |                                             |                                             |                                             |                                             |                                             |                                             |
| 282 | 11                                          | «Episodi 282»                               | Ignasi Tarruella                            | Josep Maria Benet i Jornet                  | 16 de febrer de 2009                        |                                             |
| La Teresa s'interessa pels progressos del Julià en la seva investigació. L'Alba es nega a sortir de casa després del que va passar amb el Roger. El Sergi intenta acostar-s'hi, però la Nuri ho impedeix. El Jordi se sent traït pel Monràs, que no li paga els incentius promesos. El Martí li proposa ser el soci i el gerent d'un nou negoci. |                                             |                                             |                                             |                                             |                                             |                                             |
| 283 | 12                                          | «Episodi 283»                               | Carmen Pérez                                | Josep Maria Benet i Jornet                  | 22 de febrer de 2009                        |                                             |
| Després del que ha passat al Monràs, el Jordi decideix rebutjar l'oferta del Martí. El noi l'adverteix que s'equivoca. El Martí diu a la Nuri que vol tornar a viure a casa seva i li dona un mes per trobar una casa nova. La Mònica prepara amb la Isabel la presentació de la seva novel·la. |                                             |                                             |                                             |                                             |                                             |                                             |
| 284 | 13                                          | «Episodi 284»                               | Carmen Pérez                                | Josep Maria Benet i Jornet                  | 23 de febrer de 2009                        |                                             |
| El Jordi mostra interès pel cas del David, i el Julià li parla de les seves sospites. El Roger ha avançat en la teràpia amb el psicòleg, ara només falta que demani disculpes a l'Alba. El Ramiro insisteix a muntar un pub al Tramuntana, però la Marcela continua negant-s'hi. L'Enric i la Isona no es treuen de sobre la Clara. |                                             |                                             |                                             |                                             |                                             |                                             |
| 285 | 14                                          | «Episodi 285»                               | Abigail Schaaff                             | Josep Maria Benet i Jornet                  | 1 de març de 2009                           |                                             |
| En Julià continuarà investigant gràcies als contactes que té a la PDA. En Jordi, esquiu, diu que se'n va a la Garrotxa per feina, però no sembla gens sincer. Tot fa pensar que té una amant. En Roger té problemes a l'escola i vol marxar de Ventdelplà. La Teresa s'interessa per en Sergi i li explica els seus difícils inicis al poble. |                                             |                                             |                                             |                                             |                                             |                                             |
| 286 | 15                                          | «Episodi 286»                               | Kiko Ruiz                                   | Josep Maria Benet i Jornet                  | 2 de març de 2009                           |                                             |
| En Julià ha perdut la informació sobre el cas d'en David. En Jordi admet que ha posat les banyes a la Nuri i ella no sap si perdonar-lo o no. La Clara no vol trobar-se l'Ousmane i l'evita. El projecte del Xavi, que vol muntar una emissora de radio, aviat serà una realitat. |                                             |                                             |                                             |                                             |                                             |                                             |
| 287 | 16                                          | «Episodi 287»                               | Kiko Ruiz                                   | Josep Maria Benet i Jornet                  | 8 de març de 2009                           |                                             |
| En Julià busca desesperadament en Jordi, ara que sap que ha estat ell qui li ha robat el material de la consulta. La Raquel es compromet a donar-li un cop de mà, però de forma extraoficial. L'Albert i la Bruna arriben per fer una visita a la família. La Teresa queda glaçada quan la nena pregunta pel David. |                                             |                                             |                                             |                                             |                                             |                                             |
| 288 | 17                                          | «Episodi 288»                               | Ignasi Tarruella                            | Josep Maria Benet i Jornet                  | 9 de març de 2009                           |                                             |
| La Teresa no creu el que li diu en Julià: no pot ser que en Jordi treballi pels responsables de la mort d'en David. L'Albert i la Nuri troben la Bruna. La nena diu que ha parlat amb en David i que té una ferida al turmell. En Jordi diu al Monràs que deixa la feina i marxa del poble. |                                             |                                             |                                             |                                             |                                             |                                             |
| 289 | 18                                          | «Episodi 289»                               | Ignasi Tarruella                            | Josep Maria Benet i Jornet                  | 15 de març de 2009                          |                                             |
| En Julià descobreix la veritat sobre el cas d'en David i la no-implicació d'en Jordi, però tot plegat el supera. El veterinari s'ofereix a solucionar el perill que suposa la Bruna. La gent del poble comença a prendre partit a favor i en contra del projecte urbanístic que proposa l'Elisabet. |                                             |                                             |                                             |                                             |                                             |                                             |
| 290 | 29                                          | «Episodi 290»                               | Carmen Pérez                                | Josep Maria Benet i Jornet                  | 16 de març de 2009                          |                                             |
| La Raquel colla en Julià perquè no s'acaba de creure la versió que li ha donat sobre en Jordi. En Sergi i la Teresa queden per preparar el debat. La Mònica vol oferir a l'Enric una col·laboració en una revista. En Xavi i la Isabel inauguren la ràdio del poble amb el debat sobre el projecte urbanístic. |                                             |                                             |                                             |                                             |                                             |                                             |
| 291 | 20                                          | «Episodi 291»                               | Carmen Pérez                                | Josep Maria Benet i Jornet                  | 22 de març de 2009                          |                                             |
| La Teresa explica a la Nuri que no vol sentir-se culpable per ser feliç, però és conscient que no refarà la seva vida al costat de cap altre home. L'Alba veu que la Nuri s'acosta al Jordi i pensa que la seva mare és una beneita. L'Ajuntament aprova l'obertura del Tramuntana com a pub, però abans s'hi hauran de fer obres. |                                             |                                             |                                             |                                             |                                             |                                             |
| 292 | 21                                          | «Episodi 292»                               | Abigail Schaaff                             | Josep Maria Benet i Jornet                  | 23 de març de 2009                          |                                             |
| La Nuri i la Teresa prefereixen seguir sent amigues i no criticar-se per les seves respectives relacions amb en Jordi i en Sergi. En Jordi intenta guanyar-se l'Alba, però ella no cedeix fàcilment. La Judith dona informació a en Monràs sobre els negocis d'en Martí. L'Ousmane s'assabenta que no el podran contractar al Tramuntana i la Clara li demana que es casin. |                                             |                                             |                                             |                                             |                                             |                                             |
| 293 | 22                                          | «Episodi 293»                               | Abigail Schaaff                             | Josep Maria Benet i Jornet                  | 29 de març de 2009                          |                                             |
| En Martí amaga a la Judith que ha descobert la seva traïció. En Martí fa fora els Brincos de les seves terres. En Jordi confessa a la Teresa que està fart de ser l'amant de la Nuri i que voldria que tot es destapés d'una vegada. La Clara i l'Ousmane estan indignats perquè el jutge els ha denegat el permís per casar-se. |                                             |                                             |                                             |                                             |                                             |                                             |
| 294 | 23                                          | «Episodi 294»                               | Kiko Ruiz                                   | Josep Maria Benet i Jornet                  | 30 de març de 2009                          |                                             |
| En Sergi cada cop està més a prop de la Teresa. La Clàudia, una amiga d'en Sergi, apareix a Ventdelplà per fer-li una visita. En Martí està convençut que l'ha apallissat algú al servei del Monràs i, mentrestant, l'Andreu és al quiròfan i potser perdrà un braç. L'Esteve i el Xavi es plantegen reobrir la casa rural. |                                             |                                             |                                             |                                             |                                             |                                             |
| 295 | 24                                          | «Episodi 295»                               | Kiko Ruiz                                   | Josep Maria Benet i Jornet                  | 5 d'abril de 2009                           |                                             |
| La Teresa explica a la Nuri la declaració d'en Sergi, però es mostra indecisa sobre què és el que vol. En Sergi aclareix al Roger que la Clàudia no és la seva parella i que cap dona podrà substituir la seva mare. La Berta se sent culpable per la pèrdua de la medicació de la Dora. |                                             |                                             |                                             |                                             |                                             |                                             |
| 296 | 25                                          | «Episodi 296»                               | Ignasi Tarruella                            | Josep Maria Benet i Jornet                  | 6 d'abril de 2009                           |                                             |
| La Raquel i un policia judicial s'enduen en Martí a comissaria. La Isona no aconsegueix quedar amb l'advocat d'en Martí, però es disposa a treure diners per a la fiança. En Jordi decideix informar en David sobre els problemes del seu fill. La Isabel està contenta perquè en Jaume torna d'Austràlia. |                                             |                                             |                                             |                                             |                                             |                                             |
| 297 | 26                                          | «Episodi 297»                               | Ignasi Tarruella                            | Josep Maria Benet i Jornet                  | 12 d'abril de 2009                          |                                             |
| La Nuri s'ha assabentat que en David és viu. En Jordi intenta calmar-la i li explica tot el que ha passat fins ara. La Nuri vol explicar-li a la Teresa. En Martí explica a la Cèlia que va pegar a l'Andreu amb l'aixada. En Biel i en Roger esperen el resultat del sopar que van preparar per als seus pares, però la Teresa vol anar a poc a poc. |                                             |                                             |                                             |                                             |                                             |                                             |
| 298 | 27                                          | «Episodi 298»                               | Carmen Pérez                                | Josep Maria Benet i Jornet                  | 19 d'abril de 2009                          |                                             |
| La Nuri no diu res a la Teresa i decideix guardar el secret. La Cristina torna al poble per refer-se d'un control mèdic. L'Elisabet la posa al dia sobre en Martí i la protegeix del seu pare biològic. La Clara celebra que el jutge hagi donat l'autorització perquè pugui casar-se amb l'Ousmane. |                                             |                                             |                                             |                                             |                                             |                                             |
| 299 | 28                                          | «Episodi 299»                               | Carmen Pérez                                | Josep Maria Benet i Jornet                  | 26 d'abril de 2009                          |                                             |
| En Sergi no es treu del cap l'actitud repulsiva de la Cristina respecte a ell. D'altra banda, però, el Roger i la noia comencen a fer més estreta la seva relació. La Berta ho deixa tot preparat perquè en Paco i en Monràs es quedin el cap de setmana sols a casa amb els nens. L'Enric aconsella a la Clara que parli dels seus problemes amb l'Ousmane. |                                             |                                             |                                             |                                             |                                             |                                             |
| 300 | 29                                          | «Episodi 300»                               | Abigail Schaaff                             | Josep Maria Benet i Jornet                  | 3 de maig de 2009                           |                                             |
| La Cèlia comunica a en Martí que en Monràs ha presentat una denúncia contra ell. L'advocada està convençuda que la millor estratègia és pactar amb l'Andreu. La Nuri no sap fins quan podrà aguantar la mentida sobre en David. Tot el poble xafardeja sobre la relació entre la Teresa i el Sergi. L'Enric vol fer un article sobre el cas de la Mònica i la Isona se sent incòmoda. |                                             |                                             |                                             |                                             |                                             |                                             |
| 301 | 30                                          | «Episodi 301»                               | Abigail Schaaff                             | Josep Maria Benet i Jornet                  | 10 de maig de 2009                          |                                             |
| La Cèlia prepara el testimoni de la Judit de cara al judici. Ella explica que si no ha vingut abans és perquè desconeixia la gravetat de la situació. La Teresa reconeix a la Cèlia com l'examant d'en Jordi. En Sergi dona la cara per en Martí quan la gent del poble el rebutja. La Cristina ho presencia. |                                             |                                             |                                             |                                             |                                             |                                             |
| 302 | 31                                          | «Episodi 302»                               | Kiko Ruiz                                   | Josep Maria Benet i Jornet                  | 17 de maig de 2009                          |                                             |
| En David no sap si té dret a reaparèixer en la vida de la Teresa ara que ella té parella. Els Mossos, però, la citen i li expliquen tota la veritat. En Jaume reacciona esbroncant el seu germà. En Martí, en canvi, no pot reprimir l'admiració que sent pel seu pare. |                                             |                                             |                                             |                                             |                                             |                                             |
| 303 | 32                                          | «Episodi 303»                               | Kiko Ruiz                                   | Josep Maria Benet i Jornet                  | 24 de maig de 2009                          |                                             |
| En Biel sap que la Teresa i en David s'han separat i vol anar a parlar amb en David. En Sergi està abatut per la decisió de la Teresa, que vol que es donin un temps. La Nuri vol fer costat a la Teresa, però ella la tracta amb fredor. La Maria es recupera del desmai i dissimula davant dels altres. La Clàudia es planteja engegar un negoci propi. |                                             |                                             |                                             |                                             |                                             |                                             |
| 304 | 33                                          | «Episodi 304»                               | Kiko Ruiz                                   | Josep Maria Benet i Jornet                  | 31 de maig de 2009                          |                                             |
| En Biel no es pot treure del cap en David. L'Alícia se n'informa i prova d'animar-lo. Ella també està tocada per la ruptura amb en Dani. En Julià vol disculpar-se amb la Teresa, però ella no es mostra gens receptiva. La Nuri no gosa anar a casa de la Teresa a recollir els seus objectes personals. En Sergi vol parlar amb la Teresa de la idea de la Clàudia per al seu nou negoci. |                                             |                                             |                                             |                                             |                                             |                                             |
| 305 | 34                                          | «Episodi 305»                               | Abigail Schaaff                             | Josep Maria Benet i Jornet                  | 14 de juny de 2009                          |                                             |
| La Clàudia es queda a viure a Ventdelplà amb la seva filla, la Gemma. El Biel veu la nena i queda enlluernat. A més, l'Enric marxa a un congrés a Bilbao per presentar una ponència. La Isona queda amb el Nil, un company de facultat, perquè li faci un treball a canvi de diners. La Teresa veu com l'Alícia es complica la vida amb l'assumpte del club de tenis, per no parlar dels seus problemes econòmics. El Julià perd una serp. |                                             |                                             |                                             |                                             |                                             |                                             |
| 306 | 35                                          | «Episodi 306»                               | Abigail Schaaff                             | Josep Maria Benet i Jornet                  | 21 de juny de 2009                          |                                             |
| En Tomàs, a Can Rossinyol, és apallissat per dos lladres. La Nuri té por que l'ombra de la fotografia sigui un lladre que els vigila. La Teresa s'adona que una nova pacient, la Lali, té blaus, que ha tapat amb maquillatge. L'Alícia no acaba de sortir-se'n amb la feina de la consulta. |                                             |                                             |                                             |                                             |                                             |                                             |
| 307 | 36                                          | «Episodi 307»                               | Ignasi Tarruella                            | Josep Maria Benet i Jornet                  | 28 de juny de 2009                          |                                             |
| El Jordi li dona la fotografia a la Raquel, que l'informa que, efectivament, a la imatge de la galeria hi havia l'ombra d'un home. Un gos malalt de càncer arriba a la consulta i l'Alícia comença a mostrar símptomes d'hipocondria. El Julià diu que el gos s'haurà de sacrificar. Ell mateix ho comunicarà a en Tomàs. |                                             |                                             |                                             |                                             |                                             |                                             |
| 308 | 37                                          | «Episodi 308»                               | Ignasi Tarruella                            | Josep Maria Benet i Jornet                  | 5 de juliol de 2009                         |                                             |
| L'estat de la mossa és crític. Després del cop que ha rebut, ha entrat en coma. La Teresa ofereix tot el seu suport al Julià. La Nuri i el Jordi volen ser prudents, però l'Alba s'adona que els lladres de l'Est la volien segrestar. La Berta entra i surt del súper quan vol i la Ruth n'està tipa. El conflicte entre les dues dones esclata. |                                             |                                             |                                             |                                             |                                             |                                             |
| 309 | 38                                          | «Episodi 309»                               | Xavier Berraondo                            | Josep Maria Benet i Jornet                  | 12 de juliol de 2009                        |                                             |
| La Raquel té un atac d'epilèpsia i l'han de sedar. Tot i així, els pronòstics semblen optimistes. L'Enric, per ajudar la Isona, accedeix a anar a teràpia amb l'Àlex tot sol. La Teresa truca a la Lali. Ella li diu que està bé, però la situació de calma dura ben poc. L'Alícia té un embolic amb un home que la recull en cotxes de luxe. La Clàudia necessita que algú l'ajudi en el seu projecte. |                                             |                                             |                                             |                                             |                                             |                                             |
| 310 | 39                                          | «Episodi 310»                               | Xavier Berraondo                            | Josep Maria Benet i Jornet                  | 13 de setembre de 2009                      |                                             |
| La Raquel pateix un atac d'epilèpsia i l'han de sedar. Els pronòstics semblen optimistes, ja que la noia pot moure els braços i les cames. L'Enric, per ajudar la Isona, accedeix a anar a teràpia amb l'Àlex tot sol. La Teresa truca a la Lali. L'Alícia té un embolic amb un home que la recull en cotxes de luxe. Tot el poble especula sobre el misteriós individu. La Berta i l'Alícia s'engresquen amb la idea de convertir una merceria que es traspassa en una "boutique". |                                             |                                             |                                             |                                             |                                             |                                             |
| 311 | 40                                          | «Episodi 311»                               | Carmen Pérez                                | Josep Maria Benet i Jornet                  | 14 de setembre de 2009                      |                                             |
| En Julià comprèn que fer costat a la Raquel no serà gens fàcil. La Marcela dona per fet que ella i en Julià són parella. La Teresa agraeix a en Jaume i la Isabel que hagin acollit les dones maltractades a Can Rata. En Jaume, però, no triga a sentir-se un estrany a casa. En Monràs es nega a donar diners a la Berta per obrir la boutique amb l'Alícia. La Isona s'interessa per l'Enric. |                                             |                                             |                                             |                                             |                                             |                                             |
| 312 | 41                                          | «Episodi 312»                               | Carmen Pérez                                | Josep Maria Benet i Jornet                  | 20 de setembre de 2009                      |                                             |
| La Nuri explica a la Teresa que està embarassada, però que no sap què fer ni com dir-ho al Jordi. Ell, però, se n'alegra molt quan rep la notícia, completament aliè als dubtes de la Nuri. La Raquel millora molt a poc a poc, però és conscient de tota la feina que el Julià fa per ella. La Clàudia veu xatejar la Gemma i es preocupa per si el seu pare hi arriba a contactar. |                                             |                                             |                                             |                                             |                                             |                                             |
| 313 | 42                                          | «Episodi 313»                               | Abigail Schaaff                             | Josep Maria Benet i Jornet                  | 21 de setembre de 2009                      |                                             |
| El CAP és un caos i el Tomàs, que n'està fart, escridassa la Teresa. La situació els ha realment desbordat i l'Enric vol més metges. La Isabel retreu al Jaume que la tracti tan malament. La Lali explica al Jaume com van començar els seus maltractaments i l'home reflexiona sobre la seva manera d'actuar darrerament. |                                             |                                             |                                             |                                             |                                             |                                             |
| 314 | 43                                          | «Episodi 314»                               | Abigail Schaaff                             | Josep Maria Benet i Jornet                  | 28 de setembre de 2009                      |                                             |
| La Teresa i l'Eloi van a veure el David a Figueres i l'home manifesta la seva esperança de reconstruir la família. En Monràs amenaça de tancar la botiga si el negoci no funciona. |                                             |                                             |                                             |                                             |                                             |                                             |
| 315 | 44                                          | «Episodi 315»                               | Ignasi Tarruella                            | Josep Maria Benet i Jornet                  | 4 d'octubre de 2009                         |                                             |
| La Teresa s'adona de la tensió del David en trobar el Sergi ocupant-li el lloc. El David s'emprenya per no haver estat previngut abans. Arriba el director de la "TV movie" i, com que la Isabel no hi és, el Jordi fa d'amfitrió i li ensenya Ventdelplà. El Monràs intenta vendre, sense gaire èxit, la màquina de caminar. L'Alícia el posa en contacte amb un amic seu de Barcelona que té un gimnàs. El Biel cerca alguna feina que li permeti de comprar-se una guitarra nova. |                                             |                                             |                                             |                                             |                                             |                                             |
| 316 | 45                                          | «Episodi 316»                               | Ignasi Tarruella                            | Josep Maria Benet i Jornet                  | 5 d'octubre de 2009                         |                                             |
| El David regala una guitarra nova al Biel, i la Teresa l'hi retreu perquè l'acord inicial era que el nen fes petites feines i se la comprés ell mateix. El David gaudeix del temps que passa amb el seu fill Eloi. La Nuri ajuda la Lali amb la seva nova feina, però sospita que la noia li amaga alguna cosa. La Raquel, tot i que és conscient de les seves limitacions, se sent preparada per fer vida normal. El Julià, però, la defuig quan ella esdevé massa manyagosa. |                                             |                                             |                                             |                                             |                                             |                                             |
| 317 | 46                                          | «Episodi 317»                               | Xavier Berraondo                            | Josep Maria Benet i Jornet                  | 11 d'octubre de 2009                        |                                             |
| La Teresa no entén la reacció del David: d'una banda demana la custòdia compartida de l'Eloi i, de l'altra, accepta una feina a Madrid. La Nuri intercepta una carta del pare de la Gemma enviada des de la presó, però ha de mentir i dir que té un cosí engarjolat. |                                             |                                             |                                             |                                             |                                             |                                             |
| 318 | 47                                          | «Episodi 318»                               | Xavier Berraondo                            | Josep Maria Benet i Jornet                  | 12 d'octubre de 2009                        |                                             |
| La Raquel, que està obsessionada amb el rostre del seu agressor, mira de recordar. La Gemma sap la veritat sobre el seu pare i paga la seva ràbia amb la mare i el germà. |                                             |                                             |                                             |                                             |                                             |                                             |
| 319 | 48                                          | «Episodi 319»                               | Carmen Pérez                                | Josep Maria Benet i Jornet                  | 18 d'octubre de 2009                        |                                             |
| Les enraonies sobre el possible comportament corrupte d'en Sergi continuen. En Sergi ha denunciat el constructor que ha intentat subornar-lo. Poc després, però, sap que algú l'ha denunciat a ell per haver acceptat els regals d'en Martorell. La Raquel rebrà la visita de la Cristina i demana a en Julià que li expliqui coses sobre la seva amiga que ella ja no recorda. La Marcela pateix perquè no sap si el Tomàs i la Tura saben l'existència del fill del Magí. |                                             |                                             |                                             |                                             |                                             |                                             |
| 320 | 49                                          | «Episodi 320»                               | Carmen Pérez                                | Josep Maria Benet i Jornet                  | 19 d'octubre de 2009                        |                                             |
| A Can Rata tothom està empipat amb el Xavi perquè utilitza a la ràdio el que sent a les converses de casa. La Clàudia se sincera amb el Sergi i li explica la veritat sobre el seu ex. El Julià i la Raquel han decidit no parlar del passat i mirar endavant. El Tomàs deixa clar a la Tura que no té sentit buscar el fill del Magí perquè el que diu a la carta és tot mentida. L'Agnès recepta unes pastilles a l'Esteve contra l'ansietat que resulta que tenen efectes secundaris. |                                             |                                             |                                             |                                             |                                             |                                             |
| 321 | 50                                          | «Episodi 321»                               | Abigail Schaaff                             | Josep Maria Benet i Jornet                  | 25 d'octubre de 2009                        |                                             |
| Arriba la gent del rodatge de la pel·lícula. El Guillem de Vallhonrat, el bandoler, és un heroi segons el Llibert i un criminal sanguinari segons el Jordi i el guió de la pel·lícula. El Jordi fa el càsting, que resulta un èxit de públic, ja que tothom vol sortir a la pel·lícula. El Llibert en roba el guió i queda horroritzat del que hi llegeix. La Teresa dona suport al Sergi després de la seva dimissió a l'Ajuntament. La Raquel és a Madrid i el Julià es preocupa perquè no pot contactar-hi. La Tura porta un amic a casa i el Tomàs li prohibeix que es torni a repetir. |                                             |                                             |                                             |                                             |                                             |                                             |
| 322 | 51                                          | «Episodi 322»                               | Abigail Schaaff                             | Josep Maria Benet i Jornet                  | 26 d'octubre de 2009                        |                                             |
| El Julià comunica a la Teresa la seva preocupació perquè és descendent del bandoler. La Teresa al·lucina. Tot el poble va de corcoll amb el rodatge. El Monràs s'ofereix a pagar la meitat del càtering a canvi d'un paper. El Llibert segueix entestat a demostrar que el bandoler Guillem no era cap lladre violador. L'Elisabeth i el Tomàs dissimulen la seva relació, però el Màrius els enxampa. El Sergi es mostra esperançat de trobar feina. |                                             |                                             |                                             |                                             |                                             |                                             |
| 323 | 52                                          | «Episodi 323»                               | Ignasi Tarruella                            | Josep Maria Benet i Jornet                  | 1 de novembre de 2009                       |                                             |
| El David no fa marxa enrere en els seus plans de demanar la custòdia compartida. La Teresa, però, creu que té totes les de guanyar. El Biel demana al David què és més important per ell, la família o la feina. |                                             |                                             |                                             |                                             |                                             |                                             |
| 324 | 53                                          | «Episodi 324»                               | Ignasi Tarruella                            | Josep Maria Benet i Jornet                  | 2 de novembre de 2009                       |                                             |
| La Teresa continua estupefacta pel que li ha fet el David i calla la veritat davant els seus fills. El David s'adona del mal que ha fet a la Teresa. La Nuri i el Jordi sorprenen el Julià demanant-li que sigui el padrí del nen. El Julià i la Raquel els sorprenen amb la notícia del casament. El Ramiro i el Paco planegen organitzar un bon comiat de solter. La Dora pateix per l'estat de la Maria i per ella mateixa. El Llibert amaga a la gent que no té carnet. |                                             |                                             |                                             |                                             |                                             |                                             |
| 325 | 54                                          | «Episodi 325»                               | Kiko Ruiz                                   | Josep Maria Benet i Jornet                  | 8 de novembre de 2009                       |                                             |
| La Gemma xateja amb un estrany i la Clàudia pateix. A la reunió de dones maltractades, la Lali diu a la Lídia que el noi amb qui surt ara no és tan diferent del seu exmarit. La Isabel prohibeix un programa a la ràdio sobre el futur club de tenis. |                                             |                                             |                                             |                                             |                                             |                                             |
| 326 | 55                                          | «Episodi 326»                               | Kiko Ruiz                                   | Josep Maria Benet i Jornet                  | 9 de novembre de 2009                       |                                             |
| La Lali troba l'Esteve estrany i no sap per què. Apareixen rastres de la presència d'un estrany al voltant de Can Rata i a la noia li agafa por. Poc després s'hi declara un incendi. La Clàudia veu com la Gemma s'aïlla cada cop més, però l'Àlex creu que el millor és no pressionar-la. La Teresa explica al Biel la veritat sobre el que li passa a la Gemma i li demana que li faci costat. |                                             |                                             |                                             |                                             |                                             |                                             |
| 327 | 56                                          | «Episodi 327»                               | Carmen Pérez                                | Josep Maria Benet i Jornet                  | 15 de novembre de 2009                      |                                             |
| El Monràs i la Isabel consolen el Jaume després de la destrossa de Can Rata. La Berta descobreix la cremada al braç del Monràs. Ell se sent cada cop més culpable i el poble, en canvi, el considera un heroi. La Nuri no es troba bé i el Jordi se l'endu a l'hospital. L'Elisabet confirma que el projecte de club de tenis no serà possible. El Tomàs li dona suport. |                                             |                                             |                                             |                                             |                                             |                                             |
| 328 | 57                                          | «Episodi 328»                               | Carmen Pérez                                | Josep Maria Benet i Jornet                  | 22 de novembre de 2009                      |                                             |
| El Jordi comenta al Monràs que falten dos bidons de petroli, i comença a sospitar que alguna cosa no rutlla. La Nuri comunica a la Teresa que es casa amb el Jordi. La col·lecta per refer Can Rata tira endavant; es decideix fer-ne publicitat per la ràdio. El Xavi proposa a la Mònica de fer un programa sobre llibres. |                                             |                                             |                                             |                                             |                                             |                                             |
| 329 | 58                                          | «Episodi 329»                               | Abigail Schaaff                             | Josep Maria Benet i Jornet                  | 23 de novembre de 2009                      |                                             |
| El Monràs menteix a la Berta sobre els motius pels quals el Jordi ha deixat la feina. La dona, però, s'adona que en passa alguna quan la versió de l'acomiadament que expliquen el Jordi i el Monràs no coincideixen. La Xia Li explica a la Tura que el Magí va desentendre's de la criatura. L'Angèlica arriba a la fase final d'un càsting per un anunci. La Nuri vol deixar de treballar per la Clàudia, perquè no arriba a fer tota la feina. |                                             |                                             |                                             |                                             |                                             |                                             |
| 330 | 59                                          | «Episodi 330»                               | Abigail Schaaff                             | Josep Maria Benet i Jornet                  | 29 de novembre de 2009                      |                                             |
| L'Angèlica grava un espot anunciant un gelat. El Tomàs, tip de tenir la Xia Li i el seu fill a casa, demana a la Tura que se'n vagin. El Jaume anirà a viure a Cal Brinco. L'incendi no li ha permès salvar cap moble, però se sent feliç i agraït davant l'ajuda dels seus amics, especialment de la del Monràs. |                                             |                                             |                                             |                                             |                                             |                                             |
| 331 | 60                                          | «Episodi 331»                               | Ignasi Tarruella                            | Josep Maria Benet i Jornet                  | 30 de novembre de 2009                      |                                             |
| La Lídia explica a la Teresa i l'Àlex que el seu ex li fa la guitza. Als nous pisos, l'Àlex no té lloc per fer-hi les reunions amb el grup de dones maltractades i la Teresa els ofereix casa seva. La Teresa ha d'anar de matinada a buscar una dona a la comissaria, però s'adorm al volant. S'emet l'anunci de gelats on apareix una Angélica explosiva. El Paco comença a preocupar-se, però la Ruth creu que no n'hi ha per tant. L'Àlex fa l'última sessió amb la Isona, que creu que no necessita més teràpia.                                                                       |                                             |                                             |                                             |                                             |                                             |                                             |
| 332 | 61                                          | «Episodi 332»                               | Ignasi Tarruella                            | Josep Maria Benet i Jornet                  | 6 de desembre de 2009                       |                                             |
| La Teresa està fotuda per la ruptura amb en Sergi. En Roger vol deixar els estudis i fer-se un tatuatge. L'actitud rebel del noi exaspera en Sergi, que també està tocat pel trencament. La Gemma intenta escriure una carta al seu pare però no se'n surt. Finalment, decideix anar-lo a veure. La Lali se sent amb forces per dur les regnes de la seva vida, així que decideix buscar un pis per viure-hi sola. |                                             |                                             |                                             |                                             |                                             |                                             |
| 333 | 62                                          | «Episodi 333»                               | Carmen Pérez & Kiko Ruiz                    | Josep Maria Benet i Jornet                  | 7 de desembre de 2009                       |                                             |
| La Teresa arriba al lloc del crim i descobreix la tragèdia. El Sergi vol donar-li el seu suport, però la Teresa manté en tot moment les distàncies. La Xia Li diu al Tomàs que pensa anar-se'n de casa seva. Però el Tomàs, sense ell adonar-se'n, s'ha anat fent a la idea de viure amb la noia i la seva filla. |                                             |                                             |                                             |                                             |                                             |                                             |
| 334 | 63                                          | «Episodi 334»                               | Carmen Pérez & Kiko Ruiz                    | Josep Maria Benet i Jornet                  | 14 de desembre de 2009                      |                                             |
| La mort de la Lali ha deixat la Teresa profundament desolada. Tot i que fingeixi davant la gent del poble, en realitat se sent molt sola, especialment ara que el Sergi no és al seu costat. L'Àlex i la Isona es fan un petó, i la Teresa els veu. L'Àlex tem la seva reacció, ja que la Isona ha estat fins no fa gaire la seva pacient, i la Teresa podria pensar que ell s'ha aprofitat de la situació. La Nuri vol fer l'amor amb el Jordi, però ell la defuig. |                                             |                                             |                                             |                                             |                                             |                                             |
| 335 | 64                                          | «Episodi 335»                               | Abigail Schaaff                             | Josep Maria Benet i Jornet                  | 20 de desembre de 2009                      |                                             |
| La Teresa fingeix optimisme davant del Julià. Ell coneix força bé la seva amiga i sap que tot plegat és una façana rere la qual amaga el seu veritable estat d'ànim. La Isona, en canvi, admira la fortalesa de la seva mare i no s'adona que flaqueja. Durant la reunió de les dones, la Teresa no es veu amb forces per continuar i marxa. |                                             |                                             |                                             |                                             |                                             |                                             |
| 336 | 65                                          | «Episodi 336»                               | Abigail Schaaff                             | Josep Maria Benet i Jornet                  | 21 de desembre de 2009                      |                                             |
| La visita del Julià reconforta la Teresa. Tots dos passegen després de sopar i el Julià decideix quedar-se a l'hotel a passar-hi la nit. La Teresa recupera la moral gràcies a un discurs emotiu del seu amic. De sobte, tots dos es fan un petó. La Raquel es troba amb un amic mosso que li diu que està sorprès que una dona com ella vulgui casar-se. |                                             |                                             |                                             |                                             |                                             |                                             |
| 337 | 66                                          | «Episodi 337»                               | Sense determinar                            | Josep Maria Benet i Jornet                  | 27 de desembre de 2009                      |                                             |
| El Julià, a punt de casar-se, assisteix al comiat de solter que li organitzen els amics. Una festa que tindrà un final inesperat... |                                             |                                             |                                             |                                             |                                             |                                             |

## Setena temporada
| Episodis de la setena temporada (338 - 365) | Episodis de la setena temporada (338 - 365) | Episodis de la setena temporada (338 - 365) | Episodis de la setena temporada (338 - 365) | Episodis de la setena temporada (338 - 365) | Episodis de la setena temporada (338 - 365) | Episodis de la setena temporada (338 - 365) |
| Núm. | #                                           |                                             | Director                                    | Guionista                                   | Data d'emissió                              |                                             |
| --- | ------------------------------------------- | ------------------------------------------- | ------------------------------------------- | ------------------------------------------- | ------------------------------------------- | ------------------------------------------- |
| 338 | 1                                           | «Episodi 338»                               | Kiko Ruiz                                   | Josep Maria Benet i Jornet                  | 11 de gener de 2010                         |                                             |
| Marcela atabala Julià amb comentaris sobre el comiat de solter i el casament. Ell li segueix la veta com pot. Raquel somnia que rep una trucada de feina i abandona la cerimònia a mitja celebració. Jordi diu a Nuri que el comiat va ser un desastre i que tots van acabar portant Julià borratxo a casa de Teresa. |                                             |                                             |                                             |                                             |                                             |                                             |
| 339 | 2                                           | «Episodi 339»                               | Abigail Schaaff                             | Josep Maria Benet i Jornet                  | 17 de gener de 2010                         |                                             |
| En Monràs arriba a la presó de Girona. La Berta està molt trasbalsada i en Llibert li fa costat. A la presó, en Monràs es veu obligat a acceptar que un dels presos el protegeixi. Per guanyar-se en Ramon, el seu company de cel·la, compra una tele. |                                             |                                             |                                             |                                             |                                             |                                             |
| 340 | 3                                           | «Episodi 340»                               | Ignasi Tarruella                            | Josep Maria Benet i Jornet                  | 24 de gener de 2010                         |                                             |
| En Jordi no pot pagar la nòmina als treballadors de les granges. En Monràs, però, no vol treure els diners abans de saber què valdrà indemnitzar l'Elisabet i en Jaume. Sense trobar cap altra sortida, en Jordi demana al gestor que prepari els papers per a l'acomiadament dels treballadors. |                                             |                                             |                                             |                                             |                                             |                                             |
| 341 | 4                                           | «Episodi 341»                               | Carmen Pérez                                | Josep Maria Benet i Jornet                  | 31 de gener de 2010                         |                                             |
| En veure el nadó de la Nuri i en Jordi, al Julià se li desperta l'instint paternal, però la Raquel no s'hi veu, fent de mare. En Julià demana a la Teresa que li faci la prova per saber si pot tenir fills. Els preus de la nova clínica veterinària són més assequibles i en Julià comença a perdre els clients antics. La Teresa fica la pota i en Julià s'assabenta que les granges d'en Monràs també prescindiran d'ell. En Julià troba per internet unes denúncies contra la seva competència i demana a la Raquel que ho investigui.             |                                             |                                             |                                             |                                             |                                             |                                             |
| 342 | 5                                           | «Episodi 342»                               | Gerard Gormezano                            | Josep Maria Benet i Jornet                  | 7 de febrer de 2010                         |                                             |
| La Teresa i en Julià decideixen oblidar el que va passar. La Raquel prepara una nit especial a en Julià després de tenir-lo abandonat pels exàmens, però acaben suspenent la celebració per falta d'ànims. La Teresa veu com un home maltracta la Mercè, una de les dones de Can Rossinyol. Prova de treure'n més informació parlant amb en Jonàs, el seu fill, però la Mercè els interromp a mitja conversa. |                                             |                                             |                                             |                                             |                                             |                                             |
| 343 | 6                                           | «Episodi 343»                               | Abigail Schaaff                             | Josep Maria Benet i Jornet                  | 14 de febrer de 2010                        |                                             |
| En Paco i en Julià es lamenten de les seves misèries. En Ramiro els fa un discurs positiu i optimista, però encara no ha acabat que algú li truca i li diu que se li ha inundat la casa. Amb les presses, en Ramiro s'oblida el pot de salsa brava fora de la nevera. La Marcela va desbordada tota sola al bar i demana a en Julià que l'ajudi. En Julià serveix les taules i dona la salsa brava als clients. |                                             |                                             |                                             |                                             |                                             |                                             |
| 344 | 7                                           | «Episodi 344»                               | Ignasi Tarruella                            | Josep Maria Benet i Jornet                  | 21 de febrer de 2010                        |                                             |
| La Teresa i la Mònica busquen fotos d'en Gustau per a una exposició homenatge i en troben una d'en Julià quan era jove. La Nuri s'enfada perquè ningú li ha dit res de l'homenatge a en Gustau. En Jordi li demana a la Isabel que la tinguin en compte. La Mònica entrevista la Nuri, que, empipada, la fa sentir malament per haver-la deixat de banda. |                                             |                                             |                                             |                                             |                                             |                                             |
| 345 | 8                                           | «Episodi 345»                               | Carmen Pérez                                | Josep Maria Benet i Jornet                  | 28 de febrer de 2010                        |                                             |
| La Teresa evidencia al Julià que sap que busca un fill amb la Raquel i li retreu que jugui a dues bandes. La Raquel demana ajuda a la Nuri per trobar un pis per a en Cuenca, que s'acaba de separar. En Julià no pot evitar que la Raquel munti un sopar perquè en Cuenca i la Teresa es coneguin, però la Teresa ho rebutja. |                                             |                                             |                                             |                                             |                                             |                                             |
| 346 | 9                                           | «Episodi 346»                               | Gerard Gormezano                            | Josep Maria Benet i Jornet                  | 7 de març de 2010                           |                                             |
| La Raquel i la Teresa parlen de com va anar la cita amb en Cuenca. Arriba en Julià i la Teresa marxa perquè no hi vol parlar, i la Raquel no entén aquesta actitud de la Teresa. El Julià ha de mentir sobre el que passa. |                                             |                                             |                                             |                                             |                                             |                                             |
| 347 | 10                                          | «Episodi 347»                               | Abigail Schaaff                             | Josep Maria Benet i Jornet                  | 14 de març de 2010                          |                                             |
| La pel·lícula més antiga de la comarca resulta ser una cinta porno d'un avantpassat de la Nuri. La Nuri i el Jordi reben la cinta i la veuen davant del Monràs i la Berta. La Nuri queda profundament avergonyida. |                                             |                                             |                                             |                                             |                                             |                                             |
| 348 | 11                                          | «Episodi 348»                               | Ignasi Tarruella                            | Josep Maria Benet i Jornet                  | 21 de març de 2010                          |                                             |
| L'Elena, antiga amiga -i parella- de la Isabel, es presenta al Tramuntana i li planta un petó als llavis davant la sorpresa de tothom. El Jaume coneix l'Elena i, tot i que queda una mica sorprès per les maneres de fer de la dona, troba ben normal que s'estigui uns dies a Cal Brinco. |                                             |                                             |                                             |                                             |                                             |                                             |
| 349 | 12                                          | «Episodi 349»                               | Carmen Pérez                                | Josep Maria Benet i Jornet                  | 28 de març de 2010                          |                                             |
| La Isona surt d'una entrevista de feina i un home puja al cotxe darrere seu i l'amenaça amb una navalla disposat a violar-la. L'home obliga la Isona a conduir fins a un trencall de la carretera, però la Isona, abans d'arribar-hi, provoca un accident. La Raquel la porta a casa, però la Isona li demana que no en digui res a ningú i s'enganya a si mateixa fent veure que no passa res. |                                             |                                             |                                             |                                             |                                             |                                             |
| 350 | 13                                          | «Episodi 350»                               | Gerard Gormezano                            | Josep Maria Benet i Jornet                  | 4 d'abril de 2010                           |                                             |
| La Isona creu reconèixer el seu agressor, però s'equivoca. El Cuenca li comunica que han detingut un possible sospitós. A la roda de reconeixement, la Isona l'identifica com el seu agressor. El Cuenca i la Raquel, però, han d'informar la Isona i la Teresa que el presumpte agressor ha sortit en llibertat perquè algú li ha donat una coartada. La Isona està espantada i enrabiada. |                                             |                                             |                                             |                                             |                                             |                                             |
| 351 | 14                                          | «Episodi 351»                               | Kiko Ruiz                                   | Josep Maria Benet i Jornet                  | 11 d'abril de 2010                          |                                             |
| El Julià confessa la seva infidelitat a la Raquel. Ella li retreu tot el que ha fet per la seva relació i se'n va. En tornar de la feina, la parella se sincera i surten a la llum les mentides i les coses no dites. La Raquel explica al Cuenca que el Julià estima una altra dona. La Nuri anima la Teresa a provar-ho amb el Cuenca. Ella li truca i el convida a fer una xerrada a la casa d'acollida. La xerrada és un èxit i la Teresa li proposa de sopar plegats. El Monràs sap que l'Elisabet ha ordenat una auditoria externa i queda fotut. |                                             |                                             |                                             |                                             |                                             |                                             |
| 352 | 15                                          | «Episodi 352»                               | Abigail Schaaff                             | Josep Maria Benet i Jornet                  | 18 d'abril de 2010                          |                                             |
| La Teresa s'assabenta que el Julià i la Raquel ho han deixat i no sap si trucar-li. El Julià tampoc no sap què fer amb la Teresa i el Jordi li aconsella que deixi passar una mica de temps. La Mònica regala un cap de setmana a un balneari al Monràs, però ell li diu que ara no està per això. |                                             |                                             |                                             |                                             |                                             |                                             |
| 353 | 16                                          | «Episodi 353»                               | Ignasi Tarruella                            | Josep Maria Benet i Jornet                  | 25 d'abril de 2010                          |                                             |
| La Teresa i en David preparen la festa d'aniversari de l'Eloi. Ella, però, ha d'anar a un congrés i demana als fills que se n'encarreguin. La Isona i en Biel s'adonen que han comprat el mateix regal per al seu germà. La Nuri reprova a la Teresa que s'acosti a en Julià quan aquest li ha demanat temps. |                                             |                                             |                                             |                                             |                                             |                                             |
| 354 | 17                                          | «Episodi 354»                               | Carmen Pérez                                | Josep Maria Benet i Jornet                  | 23 de maig de 2010                          |                                             |
| La Nuri, anònimament, vol fer realitat els somnis d'infantesa del Julià. La Clàudia aconsegueix un contracte que implica que hagi d'anar a viure a Barcelona, però té por de trasbalsar la Gemma amb el canvi a la ciutat. Tant el Sergi com l'Àlex li recomanen que accepti l'oferta. |                                             |                                             |                                             |                                             |                                             |                                             |
| 355 | 18                                          | «Episodi 355»                               | Gerard Gormezano                            | Josep Maria Benet i Jornet                  | 30 de maig de 2010                          |                                             |
| Arriba Gabriel Grinschpun, el nou metge i director del CAP, que ve a substituir la Teresa. El fet que en Gabriel sigui de l'Uruguai provoca recels entre la gent del poble. Tant és així, que la consulta de la Teresa s'omple de gom a gom mentre que el CAP és buit. La Isona està desanimada perquè no l'agafen en cap entrevista de feina. La Teresa no localitza el Julià i paga el mal humor amb la seva filla, que no entén res del que passa.                                                                                                   |                                             |                                             |                                             |                                             |                                             |                                             |
| 356 | 19                                          | «Episodi 356»                               | Abigail Schaaff                             | Josep Maria Benet i Jornet                  | 6 de juny de 2010                           |                                             |
| La Teresa somia que es retroba amb el Julià i li confessa el seu amor. La Nuri s'adona de l'estat d'ànim de la seva amiga i l'anima a fer un pas endavant i anar-lo a buscar. Per mitjà del Jordi, la Nuri aconsegueix l'adreça de l'hotel on s'allotja el Julià i la dona a la Teresa. |                                             |                                             |                                             |                                             |                                             |                                             |
| 357 | 20                                          | «Episodi 357»                               | Ignasi Tarruella                            | Josep Maria Benet i Jornet                  | 20 de juny de 2010                          |                                             |
| La Teresa i el Julià segueixen endavant amb la seva relació, però vigilant que, de moment, ningú en sàpiga res. En Monràs, fart de la seva situació a les granges planteja una sortida extrema a en Jordi: vol vendre la seva part i començar de nou. I la Nuri haurà de trobar una solució als llibres que omplen casa seva: la col·lecció sencera de les obres d'en Gustau que ja no pot estar més al magatzem on estaven desats i que ella es nega la llençar o destruir.                                                                            |                                             |                                             |                                             |                                             |                                             |                                             |
| 358 | 21                                          | «Episodi 358»                               | Carmen Pérez                                | Josep Maria Benet i Jornet                  | 27 de juny de 2010                          |                                             |
| La Nuri veu com la Teresa rep un paquet misteriós amb un negligé una mica porno. La Teresa creu que és un regal del Julià, de manera que se'l posa i l'espera. Però la sorpresa del Julià li demostra que ell no és l'autor del regal. La Teresa rep un nou paquet amb material porno i comença a témer que algú la vulgui intimidar. Un tercer paquet encara agreuja més la situació. |                                             |                                             |                                             |                                             |                                             |                                             |
| 359 | 22                                          | «Episodi 359»                               | Gerard Gormezano                            | Josep Maria Benet i Jornet                  | 4 de juliol de 2010                         |                                             |
| La Teresa tem que en David no trobi bé la seva relació amb en Julià. Ella, però, és feliç i proposa a en Julià que visquin junts. En Julià accepta encantat la proposta de la Teresa i, tant en Biel com la Isona, hi donen el vistiplau. L'Àlex proposa a la Teresa ser la directora de l'associació de dones maltractades. |                                             |                                             |                                             |                                             |                                             |                                             |
| 360 | 23                                          | «Episodi 360»                               | Abigail Schaaff                             | Josep Maria Benet i Jornet                  | 11 de juliol de 2010                        |                                             |
| En aquest darrer capítol de la temporada, el David rebutja l'oferta sentimental de la Cèlia, una companya de feina, i prepara un viatge a Zanzíbar per desconnectar. En el fons continua enamorat de la Teresa i viu amb ràbia la seva relació amb el Julià. Pensa que tot seria diferent si no hagués marxat a Vancouver. |                                             |                                             |                                             |                                             |                                             |                                             |
| 361 | 24                                          | «Episodi 361»                               | Ignasi Tarruella                            | Josep Maria Benet i Jornet                  | 19 de setembre de 2010                      |                                             |
| Arriba una noia nova a la casa rural: l'Anabel. La Teresa li dedica una atenció especial i la Míriam i la Rebeca comencen a sentir-se desateses. L'Anabel, a més, els encoloma les seves tasques, cosa que les altres no estan disposades a tolerar. D'altra banda, la Mònica es posa a reescriure la seva novel·la frenèticament abans de dur-la a l'agent i l'Olga ha de substituir-la a la ràdio. Tothom la felicita per la seva feina. |                                             |                                             |                                             |                                             |                                             |                                             |
| 362 | 25                                          | «Episodi 362»                               | Carmen Pérez                                | Josep Maria Benet i Jornet                  | 26 de setembre de 2010                      |                                             |
| La Teresa i el Julià parlen de fer un viatge tota la família. Ella rep el recordatori de la revisió del melanoma, però només ho diu a la Nuri. El Julià, informat per la Nuri, prepara un bon dinar per a la Teresa quan ella torna de fer-se les proves. Truquen de l'hospital i el Julià agafa l'encàrrec: les proves s'han de repetir. La parella es mostra unida davant del que pugui passar. El Jaume està llaurant el camp, es mareja i cau del tractor. La Isabel el troba estès a terra inconscient.                                            |                                             |                                             |                                             |                                             |                                             |                                             |
| 363 | 26                                          | «Episodi 363»                               | Gerard Gormezano                            | Josep Maria Benet i Jornet                  | 3 d'octubre de 2010                         |                                             |
| El Julià descobreix que la Raquel està embarassada, però no en diu res a la Teresa. Ell vol saber si és el pare de la criatura, però la Raquel el deixa plantat. La Teresa no s'adona del trasbals que viu el Julià. Ell voldria fer de pare, però la Raquel li diu que el pare de la criatura és un altre. La Isona ha trobat una feina de química i deixa la merceria. La Nuri i el Jordi proposen a la Teresa i al Julià que siguin els padrins del casament.                                                                                        |                                             |                                             |                                             |                                             |                                             |                                             |
| 364 | 27                                          | «Episodi 364»                               | Abigail Schaaff                             | Josep Maria Benet i Jornet                  | 10 d'octubre de 2010                        |                                             |
| El Jaume està ingressat a l'hospital i la Isabel el vetlla, preocupada. La Teresa ha parlat amb els metges, que li han confirmat que el Jaume s'està morint. La Isabel no té valor d'explicar la veritat al Jaume, li diu que tot està bé i que aviat seran a casa. Però el seu estat no triga a empitjorar i la Isabel es veu obligada a confessar-li el que passa realment. El Jaume no vol que ningú més ho sàpiga i demana de veure la Irina. El Monràs va a veure el seu amic i s'hi reconcilia.                                                   |                                             |                                             |                                             |                                             |                                             |                                             |
| 365 | 28                                          | «Episodi 365»                               | Kiko Ruiz                                   | Josep Maria Benet i Jornet                  | 17 d'octubre de 2010                        |                                             |
| En Julià reconeix a la Teresa que en els últims dies s'ha obsessionat amb el fill de la Raquel, encara que no li agrada la situació i està decicit a canviar d'estrategia. Per la seva part, la mossa d'esquadra, s'adona del canvi d'actitud de la seva ex parella. Final amb la Festa Major de Ventdelplà. |                                             |                                             |                                             |                                             |                                             |                                             |